# Elezioni primarie del Partito Democratico del 2016 (Stati Uniti d'America)
Le elezioni primarie del Partito Democratico statunitense del 2016 si sono tenute tra i mesi di febbraio e giugno dello stesso anno, in vista delle elezioni generali di novembre.
Così come l'elezione presidenziale, anche le primarie prevedono un'elezione semidiretta: in ogni Stato vengono eletti dei cosiddetti delegati, in base al proprio dichiarato sostegno ai vari candidati, che si aggiungono ad una minoranza di delegati slegati dal voto popolare. Nel mese di luglio 2016, durante la convention nazionale, i delegati hanno quindi formalmente designato Hillary Clinton come candidata alla Presidenza.

## Candidati
Hillary Clinton, che già aveva partecipato alle primarie del 2008, è stata la prima a formalizzare la propria candidatura il 12 aprile 2015, venendo subito indicata dalla maggioranza degli analisti come chiara favorita, grazie anche alla popolarità mediatica accumulata negli anni precedenti nei panni di First lady durante l'amministrazione di Bill Clinton e Segretario di Stato durante il primo mandato di Barack Obama. Si è poi confermata nettamente in testa nei primi sondaggi dell'estate 2015, nonostante durante le prime fasi della sua campagna elettorale abbia dovuto affrontare critiche sulla sua esperienza da Segretario di Stato, tra cui una cattiva gestione di eventi di primo piano come gli attacchi terroristici di Bengasi del 2012 e l'aver fatto uso, durante l'esercizio delle sue funzioni, di sistemi di posta elettronica privati al posto di account governativi ufficiali.
Hillary Clinton ha conquistato anche la stragrande maggioranza di endorsement provenienti da governatori e membri del Congresso democratici.
L'altro dei due candidati rimasti in corsa dopo il primo voto in Iowa è Bernie Sanders, autodefinitosi socialista democratico e sostenitore del modello nordico. Le sue posizioni hanno incontrato il sostegno di molti elettori giovani e giovanissimi e dei movimenti popolari critici nei confronti di Wall Street.

### Candidati principali
Di seguito i candidati inclusi in almeno cinque tra i maggiori sondaggi indipendenti condotti a livello nazionale e invitati ad almeno un dibattito trasmesso in diretta televisiva nazionale.

#### La vincitrice
| Nome            | Dati di nascita con età all'inizio della convention | Cariche precedenti | Stato di provenienza | Data annuncio candidatura | Logo campagna | Note        |
| --------------- | --------------------------------------------------- | --- | -------------------- | ------------------------- | ------------- | ----------- |
| Hillary Clinton | 26 ottobre 1947 (68 anni) Chicago, Illinois         | Segretario di Stato (2009-2013) Senatrice (2001-2009) First lady (1993-2001) First lady dell'Arkansas (1979-1981, 1983-1992) | New York             | 12 aprile 2015            |               | [ 8 ] [ 9 ] |

#### Candidati ritirati durante la convention
| Nome           | Dati di nascita con età all'inizio della convention | Cariche precedenti | Stato di provenienza | Data candidatura | Data ritiro    | Logo campagna | Note          |
| -------------- | --------------------------------------------------- | --- | -------------------- | ---------------- | -------------- | ------------- | ------------- |
| Bernie Sanders | 8 settembre 1941 (74 anni) Brooklyn, New York       | Senatore (dal 2007) Membro della Camera dei rappresentanti per il Vermont (1991-2007) Sindaco di Burlington (1981-1989) | Vermont              | 30 aprile 2015   | 26 luglio 2016 |               | [ 10 ] [ 11 ] |

#### Candidati ritirati durante le primarie
| Nome            | Dati di nascita con età all'inizio della convention | Cariche precedenti                                                    | Stato di provenienza | Data candidatura | Data ritiro     | Logo campagna | Note                 |
| --------------- | --------------------------------------------------- | --------------------------------------------------------------------- | -------------------- | ---------------- | --------------- | ------------- | -------------------- |
| Martin O'Malley | 18 gennaio 1963 (53 anni) Washington, D.C.          | Governatore del Maryland (2007-2015) Sindaco di Baltimora (1999-2007) | Maryland             | 30 maggio 2015   | 1 febbraio 2016 |               | [ 12 ] [ 13 ] [ 14 ] |

#### Candidati ritirati prima dell'inizio delle primarie
| Nome           | Dati di nascita con età all'inizio della convention | Cariche precedenti                                                                                                 | Stato di provenienza | Data candidatura | Data ritiro     | Logo campagna | Note          |
| -------------- | --------------------------------------------------- | --- | -------------------- | ---------------- | --------------- | ------------- | ------------- |
| Lincoln Chafee | 26 marzo 1953 (63 anni) Providence, Rhode Island    | Governatore del Rhode Island (2011-2015) Senatore (1999-2007) Sindaco di Warwick (1993-1999)                       | Rhode Island         | 3 giugno 2015    | 23 ottobre 2015 |               | [ 15 ] [ 16 ] |
| Jim Webb       | 9 febbraio 1946 (70 anni) St. Joseph, Missouri      | Senatore (2007-2013) Segretario alla Marina (1987-1988) Asst. Secretary of Defense for Reserve Affairs (1984-1987) | Virginia             | 2 luglio 2015    | 20 ottobre 2015 |               | [ 17 ] [ 18 ] |

### Altri candidati
Tra gli altri candidati minori figurano:
- Rocky De La Fuente, imprenditore dalla California
- Keith Russell Judd, ex detenuto dal Texas
- Sam Sloan, giocatore di scacchi professionista da New York
- Vermin Supreme, performance artist dal Massachusetts
- Willie Wilson, imprenditore dall'Illinois
- John Wolfe Jr., avvocato e "candidato perenne" dal Tennessee

Prima dell'inizio delle primarie tra di loro figurava anche Lawrence Lessig, professore della Harvard Law School, che aveva annunciato la candidatura a settembre 2015, ritirandola due mesi più tardi.

## Dibattiti
A differenza delle primarie del 2008, per le quali si tennero una ventina di dibattiti televisivi, e delle primarie repubblicane, inizialmente erano stati organizzati solo sei dibattiti, di cui quattro prima dell'avvio delle consultazioni. Martin O'Malley e Bernie Sanders hanno accusato apertamente la dirigenza del Partito Democratico di voler avvantaggiare la già favorita Hillary Clinton. Dopo l'inizio delle votazioni i candidati si accordarono per ulteriori quattro dibattiti, portando il totale a dieci.
Il primo, al quale hanno partecipato Chafee, Clinton, O'Malley, Sanders e Webb, si è tenuto il 13 ottobre 2015 presso l'University of Nevada, Las Vegas, curato dalla CNN. Il secondo, con la presenza dei soli tre candidati rimasti in gara (Clinton, O'Malley e Sanders), il 14 novembre alla Drake University di Des Moines, curato da CBS News. Il terzo è stato organizzato il 19 dicembre da ABC News a Manchester; il quarto il 17 gennaio 2016 da NBC News a Charleston; il quinto il 4 febbraio a Durham da MSNBC; il sesto l'11 febbraio dalla PBS a Milwaukee; il settimo a Flint il 6 marzo; l'ottavo da Univision e The Washington Post a Miami il 9 marzo; e ulteriori due dibattiti ad aprile e maggio in Pennsylvania e California.

## Calendario e riepilogo risultati
Le modalità di voto variano da stato a stato; in alcuni si vota durante i cosiddetti caucus mentre la maggior parte ospitano elezioni primarie aperte, in cui può votare tutto il corpo elettorale, chiuse, in cui votano solo gli iscritti al partito, semichiuse, in cui possono votare gli iscritti al partito e gli elettori registrati come indipendenti, o semiaperte, in cui basta non essere iscritti ad altri partiti. I cittadini che scelgono di partecipare alle elezioni di un partito non potranno poi votare a quelle di altri. La ripartizione dei delegati avviene in forma proporzionale o semi-proporzionale con o senza soglie di sbarramento. Ogni stato nomina anche superdelegati, delegati che partecipano alla convention nazionale senza essere vincolati a un candidato dal voto popolare.
Il complesso meccanismo di questo tipo di elezioni prevede che anche i delegati non sono scelti per diretta elezione popolare; nella maggior parte degli stati infatti durante le primarie e i caucus, anche se sulle schede elettorali si votano i candidati presidenziali, vengono eletti solo rappresentanti per una successiva convention statale, a volte preceduta da assemblee di distretto elettorale e/o di contea, in cui vengono poi formalmente nominati i delegati nazionali vincolati sulla base del precedente voto popolare.
Di seguito il calendario dello svolgimento delle primarie e i risultati. Per ogni Stato è indicata la percentuale di voti e il numero stimato di delegati ottenuti dai candidati; tale stima è derivata dalla somma dei delegati vincolati spettanti dal risultato elettorale più eventuali superdelegati che esprimono formalmente il loro appoggio al momento delle elezioni, con il resto dei superdelegati statali che rimane svincolato in vista della convention nazionale.
| Data             | Stato o territorio            | Delegati                    | Delegati                    | Delegati                    | Tipo                                                                      | Risultati                                                                 | Risultati                                                                 | Risultati                                                                 | Risultati                                                                 | Risultati                                                                 | Risultati                                                                 | Risultati                                                                 | Risultati                                                                 | Risultati                                                                 | Risultati |
| Data             | Stato o territorio            | Delegati                    | Delegati                    | Delegati                    | Tipo                                                                      | Clinton                                                                   | Clinton                                                                   | Clinton                                                                   | Clinton                                                                   | Sanders                                                                   | Sanders                                                                   | Sanders                                                                   | Sanders                                                                   | Altri                                                                     | Altri     |
| Data             | Stato o territorio            | Delegati                    | Delegati                    | Delegati                    | Tipo                                                                      | delegati                                                                  | delegati                                                                  | delegati                                                                  | voti                                                                      | delegati                                                                  | delegati                                                                  | delegati                                                                  | voti                                                                      | del.                                                                      | voti      |
| Data             | Stato o territorio            | vinc.                       | sup.                        | tot.                        | Tipo                                                                      | vinc.                                                                     | sup.                                                                      | tot.                                                                      | voti                                                                      | vinc.                                                                     | sup.                                                                      | tot.                                                                      | voti                                                                      | del.                                                                      | voti      |
| ---------------- | ----------------------------- | --------------------------- | --------------------------- | --------------------------- | ------------------------------------------------------------------------- | ------------------------------------------------------------------------- | ------------------------------------------------------------------------- | ------------------------------------------------------------------------- | ------------------------------------------------------------------------- | ------------------------------------------------------------------------- | ------------------------------------------------------------------------- | ------------------------------------------------------------------------- | ------------------------------------------------------------------------- | ------------------------------------------------------------------------- | --------- |
| 1 febbraio 2016  | Iowa                          | 44                          | 7                           | 51                          | caucus                                                                    | 23                                                                        | 6                                                                         | 29                                                                        | 49,9%                                                                     | 21                                                                        | 0                                                                         | 21                                                                        | 49,6%                                                                     | 0                                                                         | 0,5%      |
| 9 febbraio 2016  | New Hampshire                 | 24                          | 8                           | 32                          | primarie semichiuse                                                       | 9                                                                         | 6                                                                         | 15                                                                        | 37,7%                                                                     | 15                                                                        | 1                                                                         | 16                                                                        | 60,1%                                                                     | 0                                                                         | 0,8%      |
| 20 febbraio 2016 | Nevada                        | 35                          | 8                           | 43                          | caucus                                                                    | 20                                                                        | 7                                                                         | 27                                                                        | 52,6%                                                                     | 15                                                                        | 1                                                                         | 16                                                                        | 47,3%                                                                     | 0                                                                         | 0,1%      |
| 27 febbraio 2016 | Carolina del Sud              | 53                          | 6                           | 59                          | primarie aperte                                                           | 39                                                                        | 5                                                                         | 44                                                                        | 73,4%                                                                     | 14                                                                        | 0                                                                         | 14                                                                        | 26,0%                                                                     | 0                                                                         | 0,6%      |
| 1 marzo 2016     | Alabama                       | 53                          | 7                           | 60                          | primarie aperte                                                           | 44                                                                        | 6                                                                         | 50                                                                        | 77,8%                                                                     | 9                                                                         | 0                                                                         | 9                                                                         | 19,2%                                                                     | 0                                                                         | 2,9%      |
| 1 marzo 2016     | Arkansas                      | 32                          | 5                           | 37                          | primarie aperte                                                           | 22                                                                        | 5                                                                         | 27                                                                        | 66,1%                                                                     | 10                                                                        | 0                                                                         | 10                                                                        | 30,0%                                                                     | 0                                                                         | 3,9%      |
| 1 marzo 2016     | Colorado                      | 66                          | 12                          | 78                          | caucus                                                                    | 25                                                                        | 9                                                                         | 34                                                                        | 40,3%                                                                     | 41                                                                        | 0                                                                         | 41                                                                        | 59,0%                                                                     | 0                                                                         | 0,7%      |
| 1 marzo 2016     | Georgia                       | 102                         | 15                          | 117                         | primarie aperte                                                           | 73                                                                        | 11                                                                        | 84                                                                        | 71,3%                                                                     | 29                                                                        | 0                                                                         | 29                                                                        | 28,2%                                                                     | 0                                                                         | 0,5%      |
| 1 marzo 2016     | Massachusetts                 | 91                          | 24                          | 115                         | primarie semichiuse                                                       | 46                                                                        | 21                                                                        | 67                                                                        | 49,7%                                                                     | 45                                                                        | 1                                                                         | 46                                                                        | 48,3%                                                                     | 0                                                                         | 1,1%      |
| 1 marzo 2016     | Minnesota                     | 77                          | 16                          | 93                          | caucus                                                                    | 31                                                                        | 12                                                                        | 43                                                                        | 38,4%                                                                     | 46                                                                        | 2                                                                         | 48                                                                        | 61,6%                                                                     | 0                                                                         | 0,7%      |
| 1 marzo 2016     | Oklahoma                      | 38                          | 4                           | 42                          | primarie semichiuse                                                       | 17                                                                        | 1                                                                         | 18                                                                        | 41,5%                                                                     | 21                                                                        | 0                                                                         | 21                                                                        | 51,9%                                                                     | 0                                                                         | 6,5%      |
| 1 marzo 2016     | Samoa Americane               | 6                           | 5                           | 11                          | caucus                                                                    | 4                                                                         | 4                                                                         | 8                                                                         | 68,4%                                                                     | 2                                                                         | 1                                                                         | 3                                                                         | 25,7%                                                                     | 0                                                                         | 5,9%      |
| 1 marzo 2016     | Tennessee                     | 67                          | 8                           | 75                          | primarie aperte                                                           | 44                                                                        | 7                                                                         | 51                                                                        | 66,1%                                                                     | 23                                                                        | 0                                                                         | 23                                                                        | 32,5%                                                                     | 0                                                                         | 1,5%      |
| 1 marzo 2016     | Texas                         | 222                         | 29                          | 251                         | primarie aperte                                                           | 147                                                                       | 21                                                                        | 168                                                                       | 65,2%                                                                     | 75                                                                        | 0                                                                         | 75                                                                        | 33,2%                                                                     | 0                                                                         | 1,7%      |
| 1 marzo 2016     | Vermont                       | 16                          | 10                          | 26                          | primarie aperte                                                           | 0                                                                         | 5                                                                         | 5                                                                         | 13,6%                                                                     | 16                                                                        | 5                                                                         | 21                                                                        | 85,7%                                                                     | 0                                                                         | 0,4%      |
| 1 marzo 2016     | Virginia                      | 95                          | 13                          | 108                         | primarie aperte                                                           | 62                                                                        | 13                                                                        | 75                                                                        | 64,3%                                                                     | 33                                                                        | 0                                                                         | 33                                                                        | 35,2%                                                                     | 0                                                                         | 0,5%      |
| 5 marzo 2016     | Kansas                        | 33                          | 4                           | 37                          | caucus                                                                    | 10                                                                        | 4                                                                         | 14                                                                        | 32,3%                                                                     | 23                                                                        | 0                                                                         | 23                                                                        | 67,7%                                                                     | 0                                                                         | 0%        |
| 5 marzo 2016     | Louisiana                     | 51                          | 8                           | 59                          | primarie chiuse                                                           | 37                                                                        | 6                                                                         | 43                                                                        | 71,1%                                                                     | 14                                                                        | 0                                                                         | 14                                                                        | 23,2%                                                                     | 0                                                                         | 5,7%      |
| 5 marzo 2016     | Nebraska                      | 25                          | 5                           | 30                          | caucus                                                                    | 10                                                                        | 3                                                                         | 13                                                                        | 42,9%                                                                     | 15                                                                        | 1                                                                         | 16                                                                        | 57,4%                                                                     | 0                                                                         | 0%        |
| 6 marzo 2016     | Maine                         | 25                          | 5                           | 30                          | caucus                                                                    | 8                                                                         | 4                                                                         | 12                                                                        | 35,5%                                                                     | 17                                                                        | 1                                                                         | 18                                                                        | 64,2%                                                                     | 0                                                                         | 0,3%      |
| 1-8 marzo 2016   | Elettori all'estero           | 13                          | 4                           | 17                          | primarie chiuse                                                           | 4                                                                         | 2,5                                                                       | 6                                                                         | 30,9%                                                                     | 9                                                                         | 0,5                                                                       | 10                                                                        | 68,8%                                                                     | 0                                                                         | 0,3%      |
| 8 marzo 2016     | Michigan                      | 130                         | 17                          | 147                         | primarie aperte                                                           | 63                                                                        | 13                                                                        | 78                                                                        | 48,3%                                                                     | 67                                                                        | 0                                                                         | 67                                                                        | 49,7%                                                                     | 0                                                                         | 2,0%      |
| 8 marzo 2016     | Mississippi                   | 36                          | 5                           | 41                          | primarie aperte                                                           | 31                                                                        | 3                                                                         | 34                                                                        | 82,6%                                                                     | 5                                                                         | 2                                                                         | 7                                                                         | 16,5%                                                                     | 0                                                                         | 0,9%      |
| 12 marzo 2016    | Isole Marianne Settentrionali | 6                           | 5                           | 11                          | caucus                                                                    | 4                                                                         | 5                                                                         | 9                                                                         | 54,0%                                                                     | 2                                                                         | 0                                                                         | 2                                                                         | 34,4%                                                                     | 0                                                                         | 11,6%     |
| 15 marzo 2016    | Carolina del Nord             | 107                         | 13                          | 120                         | primarie semichiuse                                                       | 60                                                                        | 9                                                                         | 69                                                                        | 54,5%                                                                     | 47                                                                        | 2                                                                         | 49                                                                        | 40,9%                                                                     | 0                                                                         | 4,6%      |
| 15 marzo 2016    | Florida                       | 214                         | 32                          | 246                         | primarie chiuse                                                           | 141                                                                       | 24                                                                        | 165                                                                       | 64,4%                                                                     | 73                                                                        | 2                                                                         | 75                                                                        | 33,3%                                                                     | 0                                                                         | 2,3%      |
| 15 marzo 2016    | Illinois                      | 156                         | 27                          | 183                         | primarie semichiuse                                                       | 79                                                                        | 24                                                                        | 103                                                                       | 50,5%                                                                     | 77                                                                        | 1                                                                         | 78                                                                        | 48,7%                                                                     | 0                                                                         | 0,8%      |
| 15 marzo 2016    | Missouri                      | 71                          | 13                          | 84                          | primarie aperte                                                           | 36                                                                        | 11                                                                        | 47                                                                        | 49,6%                                                                     | 35                                                                        | 0                                                                         | 35                                                                        | 49,4%                                                                     | 0                                                                         | 1,0%      |
| 15 marzo 2016    | Ohio                          | 143                         | 17                          | 160                         | primarie semiaperte                                                       | 81                                                                        | 16                                                                        | 97                                                                        | 56,5%                                                                     | 62                                                                        | 1                                                                         | 63                                                                        | 42,7%                                                                     | 0                                                                         | 0,8%      |
| 22 marzo 2016    | Arizona                       | 75                          | 10                          | 85                          | primarie chiuse                                                           | 42                                                                        | 6                                                                         | 48                                                                        | 56,2%                                                                     | 33                                                                        | 1                                                                         | 34                                                                        | 41,1%                                                                     | 0                                                                         | 2,7%      |
| 22 marzo 2016    | Idaho                         | 23                          | 4                           | 27                          | caucus                                                                    | 5                                                                         | 1                                                                         | 6                                                                         | 21,2 %                                                                    | 18                                                                        | 2                                                                         | 20                                                                        | 78,0%                                                                     | 0                                                                         | 0,8%      |
| 22 marzo 2016    | Utah                          | 33                          | 4                           | 37                          | caucus                                                                    | 6                                                                         | 2                                                                         | 8                                                                         | 20,3%                                                                     | 27                                                                        | 2                                                                         | 29                                                                        | 79,3%                                                                     | 0                                                                         | 0%        |
| 26 marzo 2016    | Alaska                        | 16                          | 4                           | 20                          | caucus                                                                    | 3                                                                         | 1                                                                         | 4                                                                         | 18,4%                                                                     | 13                                                                        | 1                                                                         | 14                                                                        | 79,6%                                                                     | 0                                                                         | 0%        |
| 26 marzo 2016    | Hawaii                        | 25                          | 9                           | 34                          | caucus                                                                    | 8                                                                         | 5                                                                         | 13                                                                        | 30,0%                                                                     | 17                                                                        | 2                                                                         | 19                                                                        | 69,8%                                                                     | 0                                                                         | 0,2%      |
| 26 marzo 2016    | Washington                    | 101                         | 17                          | 118                         | caucus                                                                    | 27                                                                        | 11                                                                        | 38                                                                        | 27,1%                                                                     | 74                                                                        | 0                                                                         | 74                                                                        | 72,7%                                                                     | 0                                                                         | 0,2%      |
| 5 aprile 2016    | Wisconsin                     | 86                          | 10                          | 96                          | primarie aperte                                                           | 38                                                                        | 9                                                                         | 47                                                                        | 43,1%                                                                     | 48                                                                        | 1                                                                         | 49                                                                        | 56,6%                                                                     | 0                                                                         | 0,3%      |
| 9 aprile 2016    | Wyoming                       | 14                          | 4                           | 18                          | caucus                                                                    | 7                                                                         | 4                                                                         | 11                                                                        | 44,3%                                                                     | 7                                                                         | 0                                                                         | 7                                                                         | 55,7%                                                                     | 0                                                                         | 0%        |
| 19 aprile 2016   | New York                      | 247                         | 44                          | 291                         | primarie chiuse                                                           | 139                                                                       | 41                                                                        | 180                                                                       | 57,5%                                                                     | 108                                                                       | 0                                                                         | 108                                                                       | 41,6%                                                                     | 0                                                                         | 0%        |
| 26 aprile 2016   | Connecticut                   | 55                          | 16                          | 71                          | primarie chiuse                                                           | 28                                                                        | 15                                                                        | 43                                                                        | 51,7%                                                                     | 27                                                                        | 0                                                                         | 27                                                                        | 46,6%                                                                     | 0                                                                         | 1,7%      |
| 26 aprile 2016   | Delaware                      | 21                          | 11                          | 32                          | primarie chiuse                                                           | 12                                                                        | 11                                                                        | 23                                                                        | 59,8%                                                                     | 9                                                                         | 0                                                                         | 9                                                                         | 39,2%                                                                     | 0                                                                         | 1,0%      |
| 26 aprile 2016   | Maryland                      | 95                          | 25                          | 120                         | primarie chiuse                                                           | 60                                                                        | 17                                                                        | 77                                                                        | 63,0%                                                                     | 35                                                                        | 1                                                                         | 36                                                                        | 33,3%                                                                     | 0                                                                         | 3,7%      |
| 26 aprile 2016   | Pennsylvania                  | 189                         | 19                          | 208                         | primarie chiuse                                                           | 106                                                                       | 19                                                                        | 125                                                                       | 55,6%                                                                     | 83                                                                        | 0                                                                         | 83                                                                        | 43,5%                                                                     | 0                                                                         | 0,8%      |
| 26 aprile 2016   | Rhode Island                  | 24                          | 9                           | 33                          | primarie semichiuse                                                       | 11                                                                        | 9                                                                         | 20                                                                        | 43,1%                                                                     | 13                                                                        | 0                                                                         | 13                                                                        | 54,7%                                                                     | 0                                                                         | 1,8%      |
| 3 maggio 2016    | Indiana                       | 83                          | 9                           | 92                          | primarie aperte                                                           | 39                                                                        | 7                                                                         | 46                                                                        | 47,5%                                                                     | 44                                                                        | 0                                                                         | 44                                                                        | 52,5%                                                                     | 0                                                                         | 0%        |
| 7 maggio 2016    | Guam                          | 7                           | 5                           | 12                          | caucus                                                                    | 4                                                                         | 5                                                                         | 9                                                                         | 59,5%                                                                     | 3                                                                         | 0                                                                         | 3                                                                         | 40,5%                                                                     | 0                                                                         | 0%        |
| 10 maggio 2016   | Virginia Occidentale          | 29                          | 8                           | 37                          | primarie semichiuse                                                       | 11                                                                        | 6                                                                         | 17                                                                        | 35,8%                                                                     | 18                                                                        | 2                                                                         | 20                                                                        | 51,4%                                                                     | 0                                                                         | 12,8%     |
| 17 maggio 2016   | Kentucky                      | 55                          | 5                           | 60                          | primarie chiuse                                                           | 28                                                                        | 2                                                                         | 30                                                                        | 46,8%                                                                     | 27                                                                        | 0                                                                         | 27                                                                        | 46,3%                                                                     | 0                                                                         | 6,9%      |
| 17 maggio 2016   | Oregon                        | 61                          | 13                          | 74                          | primarie chiuse                                                           | 25                                                                        | 7                                                                         | 32                                                                        | 42,1%                                                                     | 36                                                                        | 3                                                                         | 39                                                                        | 56,2%                                                                     | 0                                                                         | 1,7%      |
| 4 giugno 2016    | Isole Vergini                 | 7                           | 5                           | 12                          | caucus                                                                    | 7                                                                         | 5                                                                         | 12                                                                        | 84,2%                                                                     | 0                                                                         | 0                                                                         | 0                                                                         | 12,2%                                                                     | 0                                                                         | 3,6%      |
| 5 giugno 2016    | Porto Rico                    | 60                          | 7                           | 67                          | primarie aperte                                                           | 37                                                                        | 6                                                                         | 43                                                                        | 59,7%                                                                     | 23                                                                        | 0                                                                         | 23                                                                        | 37,9%                                                                     | 0                                                                         | 2,4%      |
| 7 giugno 2016    | California                    | 475                         | 76                          | 551                         | primarie semichiuse                                                       | 254                                                                       | 66                                                                        | 320                                                                       | 53,1%                                                                     | 221                                                                       | 0                                                                         | 221                                                                       | 46,0%                                                                     | 0                                                                         | 0,9%      |
| 7 giugno 2016    | Dakota del Nord               | 18                          | 5                           | 23                          | caucus                                                                    | 5                                                                         | 1                                                                         | 6                                                                         | 25,6%                                                                     | 13                                                                        | 1                                                                         | 14                                                                        | 64,2%                                                                     | 0                                                                         | 10,2%     |
| 7 giugno 2016    | Dakota del Sud                | 20                          | 5                           | 25                          | primarie semiaperte                                                       | 10                                                                        | 12                                                                        | 12                                                                        | 51,0%                                                                     | 10                                                                        | 0                                                                         | 10                                                                        | 49,0%                                                                     | 0                                                                         | 0%        |
| 7 giugno 2016    | Montana                       | 21                          | 6                           | 27                          | primarie aperte                                                           | 10                                                                        | 5                                                                         | 15                                                                        | 44,2%                                                                     | 11                                                                        | 1                                                                         | 12                                                                        | 51,5%                                                                     | 2                                                                         | 4,4%      |
| 7 giugno 2016    | New Jersey                    | 126                         | 16                          | 142                         | primarie chiuse                                                           | 79                                                                        | 12                                                                        | 91                                                                        | 63,5%                                                                     | 47                                                                        | 2                                                                         | 49                                                                        | 36,6%                                                                     | 0                                                                         | 0%        |
| 7 giugno 2016    | Nuovo Messico                 | 34                          | 9                           | 43                          | primarie chiuse                                                           | 18                                                                        | 9                                                                         | 27                                                                        | 51,5%                                                                     | 16                                                                        | 0                                                                         | 16                                                                        | 48,5%                                                                     | 0                                                                         | 0%        |
| 14 giugno 2016   | Distretto di Columbia         | 20                          | 24                          | 44                          | primarie chiuse                                                           | 16                                                                        | 22                                                                        | 38                                                                        | 78,0%                                                                     | 4                                                                         | 2                                                                         | 6                                                                         | 20,7%                                                                     | 0                                                                         | 1,3%      |
| Totali           | Totali                        | 4 051                       | 712                         | 4 763                       |                                                                           | 2 205                                                                     | 568,5                                                                     | 2 773,5                                                                   | 55,2%                                                                     | 1 846                                                                     | 43,5                                                                      | 1 889,5                                                                   | 43,1%                                                                     | 0                                                                         | 1,7%      |
| Totali           | Totali                        | 2 382 necessari per vincere | 2 382 necessari per vincere | 2 382 necessari per vincere | 0 delegati vincolati e 99 superdelegati rimasti da assegnare o svincolati | 0 delegati vincolati e 99 superdelegati rimasti da assegnare o svincolati | 0 delegati vincolati e 99 superdelegati rimasti da assegnare o svincolati | 0 delegati vincolati e 99 superdelegati rimasti da assegnare o svincolati | 0 delegati vincolati e 99 superdelegati rimasti da assegnare o svincolati | 0 delegati vincolati e 99 superdelegati rimasti da assegnare o svincolati | 0 delegati vincolati e 99 superdelegati rimasti da assegnare o svincolati | 0 delegati vincolati e 99 superdelegati rimasti da assegnare o svincolati | 0 delegati vincolati e 99 superdelegati rimasti da assegnare o svincolati | 0 delegati vincolati e 99 superdelegati rimasti da assegnare o svincolati |           |

## Risultati nel dettaglio

### Prime elezioni di febbraio
Caucus dell'Iowa
     Clinton
     Sanders
| Caucus democratici dell'Iowa, 1º febbraio 2016 | Caucus democratici dell'Iowa, 1º febbraio 2016 | Caucus democratici dell'Iowa, 1º febbraio 2016 | Caucus democratici dell'Iowa, 1º febbraio 2016 | Caucus democratici dell'Iowa, 1º febbraio 2016 | Caucus democratici dell'Iowa, 1º febbraio 2016 |
| Candidato                                      | Delegati statali equivalenti                   | Percentuale preferenze                         | Delegati nazionali                             | Delegati nazionali                             | Delegati nazionali                             |
| Candidato                                      | Delegati statali equivalenti                   | Percentuale preferenze                         | vincolati                                      | superdelegati                                  | totali                                         |
| ---------------------------------------------- | ---------------------------------------------- | ---------------------------------------------- | ---------------------------------------------- | ---------------------------------------------- | ---------------------------------------------- |
| Hillary Clinton                                | 701                                            | 49,86%                                         | 23                                             | 7                                              | 30                                             |
| Bernie Sanders                                 | 697                                            | 49,57%                                         | 21                                             | 0                                              | 21                                             |
| Martin O'Malley                                | 8                                              | 0,57%                                          | 0                                              | 0                                              | 0                                              |
| Altri                                          | 0                                              | 0,00%                                          | 0                                              | 0                                              | 0                                              |
| Non assegnati o svincolati                     | Non assegnati o svincolati                     | Non assegnati o svincolati                     | 0                                              | 0                                              | 0                                              |
| Totale                                         | 1 406                                          | 100,00%                                        | 44                                             | 7                                              | 51                                             |

Primarie del New Hampshire
     Sanders
| Primarie democratiche del New Hampshire, 9 febbraio 2016 | Primarie democratiche del New Hampshire, 9 febbraio 2016 | Primarie democratiche del New Hampshire, 9 febbraio 2016 | Primarie democratiche del New Hampshire, 9 febbraio 2016 | Primarie democratiche del New Hampshire, 9 febbraio 2016 | Primarie democratiche del New Hampshire, 9 febbraio 2016 |
| Candidato                                                | Voti                                                     | Percentuale preferenze                                   | Delegati nazionali                                       | Delegati nazionali                                       | Delegati nazionali                                       |
| Candidato                                                | Voti                                                     | Percentuale preferenze                                   | vincolati                                                | superdelegati                                            | totali                                                   |
| -------------------------------------------------------- | -------------------------------------------------------- | -------------------------------------------------------- | -------------------------------------------------------- | -------------------------------------------------------- | -------------------------------------------------------- |
| Bernie Sanders                                           | 152 181                                                  | 60,14%                                                   | 15                                                       | 1                                                        | 16                                                       |
| Hillary Clinton                                          | 95 324                                                   | 37,68%                                                   | 9                                                        | 6                                                        | 15                                                       |
| Candidati write-in                                       | 3 475                                                    | 1,37%                                                    | 0                                                        | 0                                                        | 0                                                        |
| Martin O'Malley                                          | 660                                                      | 0,26%                                                    | 0                                                        | 0                                                        | 0                                                        |
| Vermin Supreme                                           | 265                                                      | 0,10%                                                    | 0                                                        | 0                                                        | 0                                                        |
| David Thistle                                            | 223                                                      | 0,09%                                                    | 0                                                        | 0                                                        | 0                                                        |
| Graham Schwass                                           | 142                                                      | 0,06%                                                    | 0                                                        | 0                                                        | 0                                                        |
| Steve Burke                                              | 107                                                      | 0,04%                                                    | 0                                                        | 0                                                        | 0                                                        |
| Rocky De La Fuente                                       | 95                                                       | 0,04%                                                    | 0                                                        | 0                                                        | 0                                                        |
| John Wolfe                                               | 54                                                       | 0,02%                                                    | 0                                                        | 0                                                        | 0                                                        |
| Jon Adams                                                | 53                                                       | 0,02%                                                    | 0                                                        | 0                                                        | 0                                                        |
| Lloyd Kelso                                              | 46                                                       | 0,02%                                                    | 0                                                        | 0                                                        | 0                                                        |
| Keith Russell Judd                                       | 44                                                       | 0,02%                                                    | 0                                                        | 0                                                        | 0                                                        |
| Eric Elbot                                               | 36                                                       | 0,01%                                                    | 0                                                        | 0                                                        | 0                                                        |
| Star Locke                                               | 32                                                       | 0,01%                                                    | 0                                                        | 0                                                        | 0                                                        |
| Bill French                                              | 29                                                       | 0,01%                                                    | 0                                                        | 0                                                        | 0                                                        |
| Mark Greenstein                                          | 29                                                       | 0,01%                                                    | 0                                                        | 0                                                        | 0                                                        |
| Raymond Moroz                                            | 27                                                       | 0,01%                                                    | 0                                                        | 0                                                        | 0                                                        |
| Edward O'Donnell                                         | 26                                                       | 0,01%                                                    | 0                                                        | 0                                                        | 0                                                        |
| James Valentine                                          | 24                                                       | 0,01%                                                    | 0                                                        | 0                                                        | 0                                                        |
| Robert Lovitt                                            | 21                                                       | 0,01%                                                    | 0                                                        | 0                                                        | 0                                                        |
| Michael Steinberg                                        | 21                                                       | 0,01%                                                    | 0                                                        | 0                                                        | 0                                                        |
| William McGaughey                                        | 19                                                       | 0,01%                                                    | 0                                                        | 0                                                        | 0                                                        |
| Henry Hewes                                              | 18                                                       | 0,01%                                                    | 0                                                        | 0                                                        | 0                                                        |
| Edward Sonnino                                           | 17                                                       | 0,01%                                                    | 0                                                        | 0                                                        | 0                                                        |
| Steven Lipscomb                                          | 14                                                       | 0,01%                                                    | 0                                                        | 0                                                        | 0                                                        |
| Sam Sloan                                                | 14                                                       | 0,01%                                                    | 0                                                        | 0                                                        | 0                                                        |
| Brock Hutton                                             | 14                                                       | 0,01%                                                    | 0                                                        | 0                                                        | 0                                                        |
| Richard Weil                                             | 8                                                        | 0,00%                                                    | 0                                                        | 0                                                        | 0                                                        |
| Non assegnati o svincolati                               | Non assegnati o svincolati                               | Non assegnati o svincolati                               | 0                                                        | 1                                                        | 1                                                        |
| Totale                                                   | 253 018                                                  | 100,00%                                                  | 24                                                       | 8                                                        | 32                                                       |

Caucus del Nevada
     Clinton
     pareggio
     Sanders
| Caucus democratici del Nevada, 20 febbraio 2016 | Caucus democratici del Nevada, 20 febbraio 2016 | Caucus democratici del Nevada, 20 febbraio 2016 | Caucus democratici del Nevada, 20 febbraio 2016 | Caucus democratici del Nevada, 20 febbraio 2016 | Caucus democratici del Nevada, 20 febbraio 2016 |
| Candidato                                       | Delegati di contea                              | Percentuale preferenze                          | Delegati nazionali                              | Delegati nazionali                              | Delegati nazionali                              |
| Candidato                                       | Delegati di contea                              | Percentuale preferenze                          | vincolati                                       | superdelegati                                   | totali                                          |
| ----------------------------------------------- | ----------------------------------------------- | ----------------------------------------------- | ----------------------------------------------- | ----------------------------------------------- | ----------------------------------------------- |
| Hillary Clinton                                 | 6 440                                           | 52,64%                                          | 20                                              | 5                                               | 25                                              |
| Bernie Sanders                                  | 5 785                                           | 47,29%                                          | 15                                              | 1                                               | 16                                              |
| Altri                                           | 8                                               | 0,07%                                           | 0                                               | 0                                               | 0                                               |
| Non assegnati o svincolati                      | Non assegnati o svincolati                      | Non assegnati o svincolati                      | 0                                               | 2                                               | 2                                               |
| Totale                                          | 12 233                                          | 100,00%                                         | 35                                              | 8                                               | 43                                              |

Primarie della Carolina del Sud
     Clinton
| Primarie democratiche della Carolina del Sud, 27 febbraio 2016 | Primarie democratiche della Carolina del Sud, 27 febbraio 2016 | Primarie democratiche della Carolina del Sud, 27 febbraio 2016 | Primarie democratiche della Carolina del Sud, 27 febbraio 2016 | Primarie democratiche della Carolina del Sud, 27 febbraio 2016 | Primarie democratiche della Carolina del Sud, 27 febbraio 2016 |
| Candidato                                                      | Voti                                                           | Percentuale preferenze                                         | Delegati nazionali                                             | Delegati nazionali                                             | Delegati nazionali                                             |
| Candidato                                                      | Voti                                                           | Percentuale preferenze                                         | vincolati                                                      | superdelegati                                                  | totali                                                         |
| -------------------------------------------------------------- | -------------------------------------------------------------- | -------------------------------------------------------------- | -------------------------------------------------------------- | -------------------------------------------------------------- | -------------------------------------------------------------- |
| Hillary Clinton                                                | 272 379                                                        | 73,44%                                                         | 39                                                             | 5                                                              | 44                                                             |
| Bernie Sanders                                                 | 96 498                                                         | 26,02%                                                         | 14                                                             | 0                                                              | 14                                                             |
| Willie Wilson                                                  | 1 314                                                          | 0,35%                                                          | 0                                                              | 0                                                              | 0                                                              |
| Martin O'Malley                                                | 713                                                            | 0,19%                                                          | 0                                                              | 0                                                              | 0                                                              |
| Non assegnati o svincolati                                     | Non assegnati o svincolati                                     | Non assegnati o svincolati                                     | 0                                                              | 1                                                              | 1                                                              |
| Totale                                                         | 370 904                                                        | 100,00%                                                        | 53                                                             | 6                                                              | 59                                                             |

### Elezioni del supermartedì

Bandiera delle Samoa Americane

Primarie dell'Alabama
     Clinton
| Primarie democratiche dell'Alabama, 1 marzo 2016 | Primarie democratiche dell'Alabama, 1 marzo 2016 | Primarie democratiche dell'Alabama, 1 marzo 2016 | Primarie democratiche dell'Alabama, 1 marzo 2016 | Primarie democratiche dell'Alabama, 1 marzo 2016 | Primarie democratiche dell'Alabama, 1 marzo 2016 |
| Candidato                                        | Voti                                             | Percentuale preferenze                           | Delegati nazionali                               | Delegati nazionali                               | Delegati nazionali                               |
| Candidato                                        | Voti                                             | Percentuale preferenze                           | vincolati                                        | superdelegati                                    | totali                                           |
| ------------------------------------------------ | ------------------------------------------------ | ------------------------------------------------ | ------------------------------------------------ | ------------------------------------------------ | ------------------------------------------------ |
| Hillary Clinton                                  | 309 071                                          | 77,88%                                           | 44                                               | 6                                                | 50                                               |
| Bernie Sanders                                   | 76 059                                           | 19,17%                                           | 9                                                | 0                                                | 9                                                |
| Non affiliati                                    | 9 438                                            | 2,38%                                            | 0                                                | 0                                                | 0                                                |
| Martin O'Malley                                  | 1 479                                            | 0,37%                                            | 0                                                | 0                                                | 0                                                |
| Rocky De La Fuente                               | 810                                              | 0,20%                                            | 0                                                | 0                                                | 0                                                |
| Non assegnati o svincolati                       | Non assegnati o svincolati                       | Non assegnati o svincolati                       | 0                                                | 1                                                | 1                                                |
| Totale                                           | 396 851                                          | 100,00%                                          | 53                                               | 7                                                | 60                                               |

Primarie dell'Arkansas
     Clinton
     Sanders
| Primarie democratiche dell'Arkansas, 1 marzo 2016 | Primarie democratiche dell'Arkansas, 1 marzo 2016 | Primarie democratiche dell'Arkansas, 1 marzo 2016 | Primarie democratiche dell'Arkansas, 1 marzo 2016 | Primarie democratiche dell'Arkansas, 1 marzo 2016 | Primarie democratiche dell'Arkansas, 1 marzo 2016 |
| Candidato                                         | Voti                                              | Percentuale preferenze                            | Delegati nazionali                                | Delegati nazionali                                | Delegati nazionali                                |
| Candidato                                         | Voti                                              | Percentuale preferenze                            | vincolati                                         | superdelegati                                     | totali                                            |
| ------------------------------------------------- | ------------------------------------------------- | ------------------------------------------------- | ------------------------------------------------- | ------------------------------------------------- | ------------------------------------------------- |
| Hillary Clinton                                   | 146 057                                           | 66,08%                                            | 22                                                | 5                                                 | 27                                                |
| Bernie Sanders                                    | 66 236                                            | 29,97%                                            | 10                                                | 0                                                 | 10                                                |
| Martin O'Malley                                   | 2 785                                             | 1,26%                                             | 0                                                 | 0                                                 | 0                                                 |
| John Wolfe                                        | 2 556                                             | 1,16%                                             | 0                                                 | 0                                                 | 0                                                 |
| James Valentine                                   | 1 702                                             | 0,77%                                             | 0                                                 | 0                                                 | 0                                                 |
| Rocky De La Fuente                                | 1 684                                             | 0,76%                                             | 0                                                 | 0                                                 | 0                                                 |
| Non assegnati o svincolati                        | Non assegnati o svincolati                        | Non assegnati o svincolati                        | 0                                                 | 0                                                 | 0                                                 |
| Totale                                            | 221 020                                           | 100,00%                                           | 32                                                | 5                                                 | 37                                                |

Caucus del Colorado
     Clinton
     non affil.
     Sanders
| Caucus democratici del Colorado, 1 marzo 2016 | Caucus democratici del Colorado, 1 marzo 2016 | Caucus democratici del Colorado, 1 marzo 2016 | Caucus democratici del Colorado, 1 marzo 2016 | Caucus democratici del Colorado, 1 marzo 2016 | Caucus democratici del Colorado, 1 marzo 2016 |
| Candidato                                     | Voti                                          | Percentuale preferenze                        | Delegati nazionali                            | Delegati nazionali                            | Delegati nazionali                            |
| Candidato                                     | Voti                                          | Percentuale preferenze                        | vincolati                                     | superdelegati                                 | totali                                        |
| --------------------------------------------- | --------------------------------------------- | --------------------------------------------- | --------------------------------------------- | --------------------------------------------- | --------------------------------------------- |
| Bernie Sanders                                | 72 846                                        | 58,98%                                        | 41                                            | 0                                             | 41                                            |
| Hillary Clinton                               | 49 789                                        | 40,31%                                        | 25                                            | 9                                             | 34                                            |
| Non affiliati                                 | 822                                           | 0,67%                                         | 0                                             | 0                                             | 0                                             |
| Altri                                         | 48                                            | 0,04%                                         | 0                                             | 0                                             | 0                                             |
| Non assegnati o svincolati                    | Non assegnati o svincolati                    | Non assegnati o svincolati                    | 0                                             | 3                                             | 3                                             |
| Totale                                        | 123 508                                       | 100,00%                                       | 66                                            | 12                                            | 78                                            |

- Dati riferiti al 99,9% degli scrutini (1 sezione su 3 010 mancante)

Primarie della Georgia
     Clinton
     Sanders
| Primarie democratiche della Georgia, 1 marzo 2016 | Primarie democratiche della Georgia, 1 marzo 2016 | Primarie democratiche della Georgia, 1 marzo 2016 | Primarie democratiche della Georgia, 1 marzo 2016 | Primarie democratiche della Georgia, 1 marzo 2016 | Primarie democratiche della Georgia, 1 marzo 2016 |
| Candidato                                         | Voti                                              | Percentuale preferenze                            | Delegati nazionali                                | Delegati nazionali                                | Delegati nazionali                                |
| Candidato                                         | Voti                                              | Percentuale preferenze                            | vincolati                                         | superdelegati                                     | totali                                            |
| ------------------------------------------------- | ------------------------------------------------- | ------------------------------------------------- | ------------------------------------------------- | ------------------------------------------------- | ------------------------------------------------- |
| Hillary Clinton                                   | 545 674                                           | 71,30%                                            | 73                                                | 11                                                | 84                                                |
| Bernie Sanders                                    | 215 797                                           | 28,20%                                            | 29                                                | 0                                                 | 29                                                |
| Martin O'Malley                                   | 2 129                                             | 0,28%                                             | 0                                                 | 0                                                 | 0                                                 |
| Michael Steinberg                                 | 1 766                                             | 0,23%                                             | 0                                                 | 0                                                 | 0                                                 |
| Non assegnati o svincolati                        | Non assegnati o svincolati                        | Non assegnati o svincolati                        | 0                                                 | 4                                                 | 4                                                 |
| Totale                                            | 765 366                                           | 100,00%                                           | 102                                               | 15                                                | 117                                               |

Primarie del Massachusetts
     Clinton
     Sanders
| Primarie democratiche del Massachusetts, 1 marzo 2016 | Primarie democratiche del Massachusetts, 1 marzo 2016 | Primarie democratiche del Massachusetts, 1 marzo 2016 | Primarie democratiche del Massachusetts, 1 marzo 2016 | Primarie democratiche del Massachusetts, 1 marzo 2016 | Primarie democratiche del Massachusetts, 1 marzo 2016 |
| Candidato                                             | Voti                                                  | Percentuale preferenze                                | Delegati nazionali                                    | Delegati nazionali                                    | Delegati nazionali                                    |
| Candidato                                             | Voti                                                  | Percentuale preferenze                                | vincolati                                             | superdelegati                                         | totali                                                |
| ----------------------------------------------------- | ----------------------------------------------------- | ----------------------------------------------------- | ----------------------------------------------------- | ----------------------------------------------------- | ----------------------------------------------------- |
| Hillary Clinton                                       | 606 822                                               | 49,73%                                                | 46                                                    | 20                                                    | 66                                                    |
| Bernie Sanders                                        | 589 803                                               | 48,33%                                                | 45                                                    | 1                                                     | 46                                                    |
| Nessuna preferenza                                    | 8 090                                                 | 0,66%                                                 | 0                                                     | 0                                                     | 0                                                     |
| Martin O'Malley                                       | 4 783                                                 | 0,39%                                                 | 0                                                     | 0                                                     | 0                                                     |
| Rocky De La Fuente                                    | 1 545                                                 | 0,13%                                                 | 0                                                     | 0                                                     | 0                                                     |
| Altri                                                 | 4 927                                                 | 0,40%                                                 | 0                                                     | 0                                                     | 0                                                     |
| Schede bianche                                        | 4 326                                                 | 0,35%                                                 | 0                                                     | 0                                                     | 0                                                     |
| Non assegnati o svincolati                            | Non assegnati o svincolati                            | Non assegnati o svincolati                            | 0                                                     | 3                                                     | 3                                                     |
| Totale                                                | 1 220 296                                             | 100,00%                                               | 91                                                    | 24                                                    | 115                                                   |

Caucus del Minnesota
     Clinton
     pareggio
     Sanders
| Caucus democratici del Minnesota, 1 marzo 2016 | Caucus democratici del Minnesota, 1 marzo 2016 | Caucus democratici del Minnesota, 1 marzo 2016 | Caucus democratici del Minnesota, 1 marzo 2016 | Caucus democratici del Minnesota, 1 marzo 2016 | Caucus democratici del Minnesota, 1 marzo 2016 |
| Candidato                                      | Voti                                           | Percentuale preferenze                         | Delegati nazionali                             | Delegati nazionali                             | Delegati nazionali                             |
| Candidato                                      | Voti                                           | Percentuale preferenze                         | vincolati                                      | superdelegati                                  | totali                                         |
| ---------------------------------------------- | ---------------------------------------------- | ---------------------------------------------- | ---------------------------------------------- | ---------------------------------------------- | ---------------------------------------------- |
| Bernie Sanders                                 | 125 635                                        | 61,15%                                         | 46                                             | 3                                              | 49                                             |
| Hillary Clinton                                | 78 317                                         | 38,12%                                         | 31                                             | 11                                             | 42                                             |
| Non affiliati                                  | 1 067                                          | 0,52%                                          | 0                                              | 0                                              | 0                                              |
| Altri                                          | 213                                            | 0,10%                                          | 0                                              | 0                                              | 0                                              |
| Martin O'Malley                                | 153                                            | 0,07%                                          | 0                                              | 0                                              | 0                                              |
| Rocky De La Fuente                             | 53                                             | 0,03%                                          | 0                                              | 0                                              | 0                                              |
| Non assegnati o svincolati                     | Non assegnati o svincolati                     | Non assegnati o svincolati                     | 0                                              | 2                                              | 2                                              |
| Totale                                         | 205 438                                        | 100,00%                                        | 77                                             | 16                                             | 93                                             |

Primarie dell'Oklahoma
     Clinton
     Sanders
| Primarie democratiche dell'Oklahoma, 1 marzo 2016 | Primarie democratiche dell'Oklahoma, 1 marzo 2016 | Primarie democratiche dell'Oklahoma, 1 marzo 2016 | Primarie democratiche dell'Oklahoma, 1 marzo 2016 | Primarie democratiche dell'Oklahoma, 1 marzo 2016 | Primarie democratiche dell'Oklahoma, 1 marzo 2016 |
| Candidato                                         | Voti                                              | Percentuale preferenze                            | Delegati nazionali                                | Delegati nazionali                                | Delegati nazionali                                |
| Candidato                                         | Voti                                              | Percentuale preferenze                            | vincolati                                         | superdelegati                                     | totali                                            |
| ------------------------------------------------- | ------------------------------------------------- | ------------------------------------------------- | ------------------------------------------------- | ------------------------------------------------- | ------------------------------------------------- |
| Bernie Sanders                                    | 174 228                                           | 51,88%                                            | 21                                                | 1                                                 | 22                                                |
| Hillary Clinton                                   | 139 443                                           | 41,52%                                            | 17                                                | 1                                                 | 18                                                |
| Martin O'Malley                                   | 7 672                                             | 2,28%                                             | 0                                                 | 0                                                 | 0                                                 |
| Keith Russell Judd                                | 4 386                                             | 1,31%                                             | 0                                                 | 0                                                 | 0                                                 |
| Michael Steinberg                                 | 4 171                                             | 1,24%                                             | 0                                                 | 0                                                 | 0                                                 |
| Star Locke                                        | 3 458                                             | 1,03%                                             | 0                                                 | 0                                                 | 0                                                 |
| Rocky De La Fuente                                | 2 485                                             | 0,74%                                             | 0                                                 | 0                                                 | 0                                                 |
| Non assegnati o svincolati                        | Non assegnati o svincolati                        | Non assegnati o svincolati                        | 0                                                 | 2                                                 | 2                                                 |
| Totale                                            | 335 843                                           | 100,00%                                           | 38                                                | 4                                                 | 42                                                |

Caucus delle Samoa Americane
| Caucus democratici delle Samoa Americane, 1 marzo 2016 | Caucus democratici delle Samoa Americane, 1 marzo 2016 | Caucus democratici delle Samoa Americane, 1 marzo 2016 | Caucus democratici delle Samoa Americane, 1 marzo 2016 | Caucus democratici delle Samoa Americane, 1 marzo 2016 | Caucus democratici delle Samoa Americane, 1 marzo 2016 |
| Candidato                                              | Voti                                                   | Percentuale preferenze                                 | Delegati nazionali                                     | Delegati nazionali                                     | Delegati nazionali                                     |
| Candidato                                              | Voti                                                   | Percentuale preferenze                                 | vincolati                                              | superdelegati                                          | totali                                                 |
| ------------------------------------------------------ | ------------------------------------------------------ | ------------------------------------------------------ | ------------------------------------------------------ | ------------------------------------------------------ | ------------------------------------------------------ |
| Hillary Clinton                                        | 162                                                    | 68,35%                                                 | 4                                                      | 4                                                      | 8                                                      |
| Bernie Sanders                                         | 61                                                     | 25,74%                                                 | 2                                                      | 1                                                      | 3                                                      |
| Rocky De La Fuente                                     | 14                                                     | 5,91%                                                  | 0                                                      | 0                                                      | 0                                                      |
| Non assegnati o svincolati                             | Non assegnati o svincolati                             | Non assegnati o svincolati                             | 0                                                      | 0                                                      | 0                                                      |
| Totale                                                 | 237                                                    | 100,00%                                                | 6                                                      | 5                                                      | 11                                                     |

Primarie del Tennessee
     Clinton
     Sanders
| Primarie democratiche del Tennessee, 1 marzo 2016 | Primarie democratiche del Tennessee, 1 marzo 2016 | Primarie democratiche del Tennessee, 1 marzo 2016 | Primarie democratiche del Tennessee, 1 marzo 2016 | Primarie democratiche del Tennessee, 1 marzo 2016 | Primarie democratiche del Tennessee, 1 marzo 2016 |
| Candidato                                         | Voti                                              | Percentuale preferenze                            | Delegati nazionali                                | Delegati nazionali                                | Delegati nazionali                                |
| Candidato                                         | Voti                                              | Percentuale preferenze                            | vincolati                                         | superdelegati                                     | totali                                            |
| ------------------------------------------------- | ------------------------------------------------- | ------------------------------------------------- | ------------------------------------------------- | ------------------------------------------------- | ------------------------------------------------- |
| Hillary Clinton                                   | 245 374                                           | 66,08%                                            | 44                                                | 7                                                 | 51                                                |
| Bernie Sanders                                    | 120 360                                           | 32,41%                                            | 23                                                | 0                                                 | 23                                                |
| Non affiliati                                     | 3 466                                             | 0,93%                                             | 0                                                 | 0                                                 | 0                                                 |
| Martin O'Malley                                   | 2 121                                             | 0,57%                                             | 0                                                 | 0                                                 | 0                                                 |
| Non assegnati o svincolati                        | Non assegnati o svincolati                        | Non assegnati o svincolati                        | 0                                                 | 1                                                 | 1                                                 |
| Totale                                            | 371 321                                           | 100,00%                                           | 67                                                | 9                                                 | 76                                                |

Primarie del Texas
     Clinton
     pareggio
     Sanders
| Primarie democratiche del Texas, 1 marzo 2016 | Primarie democratiche del Texas, 1 marzo 2016 | Primarie democratiche del Texas, 1 marzo 2016 | Primarie democratiche del Texas, 1 marzo 2016 | Primarie democratiche del Texas, 1 marzo 2016 | Primarie democratiche del Texas, 1 marzo 2016 |
| Candidato                                     | Voti                                          | Percentuale preferenze                        | Delegati nazionali                            | Delegati nazionali                            | Delegati nazionali                            |
| Candidato                                     | Voti                                          | Percentuale preferenze                        | vincolati                                     | superdelegati                                 | totali                                        |
| --------------------------------------------- | --------------------------------------------- | --------------------------------------------- | --------------------------------------------- | --------------------------------------------- | --------------------------------------------- |
| Hillary Clinton                               | 936 004                                       | 65,19%                                        | 147                                           | 20                                            | 167                                           |
| Bernie Sanders                                | 476 547                                       | 33,19%                                        | 75                                            | 0                                             | 75                                            |
| Rocky De La Fuente                            | 8 429                                         | 0,59%                                         | 0                                             | 0                                             | 0                                             |
| Martin O'Malley                               | 5 364                                         | 0,37%                                         | 0                                             | 0                                             | 0                                             |
| Willie Wilson                                 | 3 254                                         | 0,23%                                         | 0                                             | 0                                             | 0                                             |
| Keith Russell Judd                            | 2 569                                         | 0,18%                                         | 0                                             | 0                                             | 0                                             |
| Calvis Hawes                                  | 2 017                                         | 0,14%                                         | 0                                             | 0                                             | 0                                             |
| Star Locke                                    | 1 711                                         | 0,12%                                         | 0                                             | 0                                             | 0                                             |
| Non assegnati o svincolati                    | Non assegnati o svincolati                    | Non assegnati o svincolati                    | 0                                             | 9                                             | 9                                             |
| Totale                                        | 1 435 895                                     | 100,00%                                       | 222                                           | 29                                            | 251                                           |

Primarie del Vermont
     Sanders
| Primarie democratiche del Vermont, 1 marzo 2016 | Primarie democratiche del Vermont, 1 marzo 2016 | Primarie democratiche del Vermont, 1 marzo 2016 | Primarie democratiche del Vermont, 1 marzo 2016 | Primarie democratiche del Vermont, 1 marzo 2016 | Primarie democratiche del Vermont, 1 marzo 2016 |
| Candidato                                       | Voti                                            | Percentuale preferenze                          | Delegati nazionali                              | Delegati nazionali                              | Delegati nazionali                              |
| Candidato                                       | Voti                                            | Percentuale preferenze                          | vincolati                                       | superdelegati                                   | totali                                          |
| ----------------------------------------------- | ----------------------------------------------- | ----------------------------------------------- | ----------------------------------------------- | ----------------------------------------------- | ----------------------------------------------- |
| Bernie Sanders                                  | 115 900                                         | 85,69%                                          | 16                                              | 6                                               | 22                                              |
| Hillary Clinton                                 | 18 338                                          | 13,56%                                          | 0                                               | 4                                               | 4                                               |
| Martin O'Malley                                 | 282                                             | 0,21%                                           | 0                                               | 0                                               | 0                                               |
| Candidati write-in                              | 238                                             | 0,18%                                           | 0                                               | 0                                               | 0                                               |
| Rocky De La Fuente                              | 80                                              | 0,06%                                           | 0                                               | 0                                               | 0                                               |
| Schede bianche                                  | 260                                             | 0,19%                                           | 0                                               | 0                                               | 0                                               |
| Schede nulle                                    | 158                                             | 0,12%                                           | 0                                               | 0                                               | 0                                               |
| Non assegnati o svincolati                      | Non assegnati o svincolati                      | Non assegnati o svincolati                      | 0                                               | 0                                               | 0                                               |
| Totale                                          | 135 256                                         | 100,00%                                         | 16                                              | 10                                              | 26                                              |

Primarie della Virginia
     Clinton
     Sanders
| Primarie democratiche della Virginia, 1 marzo 2016 | Primarie democratiche della Virginia, 1 marzo 2016 | Primarie democratiche della Virginia, 1 marzo 2016 | Primarie democratiche della Virginia, 1 marzo 2016 | Primarie democratiche della Virginia, 1 marzo 2016 | Primarie democratiche della Virginia, 1 marzo 2016 |
| Candidato                                          | Voti                                               | Percentuale preferenze                             | Delegati nazionali                                 | Delegati nazionali                                 | Delegati nazionali                                 |
| Candidato                                          | Voti                                               | Percentuale preferenze                             | vincolati                                          | superdelegati                                      | totali                                             |
| -------------------------------------------------- | -------------------------------------------------- | -------------------------------------------------- | -------------------------------------------------- | -------------------------------------------------- | -------------------------------------------------- |
| Hillary Clinton                                    | 504 741                                            | 64,29%                                             | 62                                                 | 13                                                 | 75                                                 |
| Bernie Sanders                                     | 276 370                                            | 35,20%                                             | 33                                                 | 0                                                  | 33                                                 |
| Martin O'Malley                                    | 3 930                                              | 0,50%                                              | 0                                                  | 0                                                  | 0                                                  |
| Non assegnati o svincolati                         | Non assegnati o svincolati                         | Non assegnati o svincolati                         | 0                                                  | 0                                                  | 0                                                  |
| Totale                                             | 785 041                                            | 100,00%                                            | 95                                                 | 13                                                 | 108                                                |

### Altre elezioni nella prima metà di marzo
Caucus del Kansas
     Sanders
| Caucus democratici del Kansas, 5 marzo 2016 | Caucus democratici del Kansas, 5 marzo 2016 | Caucus democratici del Kansas, 5 marzo 2016 | Caucus democratici del Kansas, 5 marzo 2016 | Caucus democratici del Kansas, 5 marzo 2016 | Caucus democratici del Kansas, 5 marzo 2016 |
| Candidato                                   | Voti                                        | Percentuale preferenze                      | Delegati nazionali                          | Delegati nazionali                          | Delegati nazionali                          |
| Candidato                                   | Voti                                        | Percentuale preferenze                      | vincolati                                   | superdelegati                               | totali                                      |
| ------------------------------------------- | ------------------------------------------- | ------------------------------------------- | ------------------------------------------- | ------------------------------------------- | ------------------------------------------- |
| Bernie Sanders                              | 26 450                                      | 67,75%                                      | 23                                          | 0                                           | 23                                          |
| Hillary Clinton                             | 12 593                                      | 32,25%                                      | 10                                          | 1                                           | 11                                          |
| Altri                                       | 0                                           | 0,00%                                       | 0                                           | 0                                           | 0                                           |
| Non assegnati o svincolati                  | Non assegnati o svincolati                  | Non assegnati o svincolati                  | 0                                           | 3                                           | 3                                           |
| Totale                                      | 39 043                                      | 100,00%                                     | 33                                          | 4                                           | 37                                          |

Primarie della Louisiana
     Clinton
     Sanders
| Primarie democratiche della Louisiana, 5 marzo 2016 | Primarie democratiche della Louisiana, 5 marzo 2016 | Primarie democratiche della Louisiana, 5 marzo 2016 | Primarie democratiche della Louisiana, 5 marzo 2016 | Primarie democratiche della Louisiana, 5 marzo 2016 | Primarie democratiche della Louisiana, 5 marzo 2016 |
| Candidato                                           | Voti                                                | Percentuale preferenze                              | Delegati nazionali                                  | Delegati nazionali                                  | Delegati nazionali                                  |
| Candidato                                           | Voti                                                | Percentuale preferenze                              | vincolati                                           | superdelegati                                       | totali                                              |
| --------------------------------------------------- | --------------------------------------------------- | --------------------------------------------------- | --------------------------------------------------- | --------------------------------------------------- | --------------------------------------------------- |
| Hillary Clinton                                     | 221 733                                             | 71,12%                                              | 37                                                  | 7                                                   | 44                                                  |
| Bernie Sanders                                      | 72 276                                              | 23,18%                                              | 14                                                  | 0                                                   | 14                                                  |
| Steve Burke                                         | 4 785                                               | 1,53%                                               | 0                                                   | 0                                                   | 0                                                   |
| John Wolfe                                          | 4 512                                               | 1,45%                                               | 0                                                   | 0                                                   | 0                                                   |
| Martin O'Malley                                     | 2 550                                               | 0,82%                                               | 0                                                   | 0                                                   | 0                                                   |
| Willie Wilson                                       | 1 423                                               | 0,46%                                               | 0                                                   | 0                                                   | 0                                                   |
| Keith Russell Judd                                  | 1 357                                               | 0,44%                                               | 0                                                   | 0                                                   | 0                                                   |
| Rocky De La Fuente                                  | 1 341                                               | 0,43%                                               | 0                                                   | 0                                                   | 0                                                   |
| Michael Steinberg                                   | 993                                                 | 0,32%                                               | 0                                                   | 0                                                   | 0                                                   |
| Henry Hewes                                         | 806                                                 | 0,26%                                               | 0                                                   | 0                                                   | 0                                                   |
| Non assegnati o svincolati                          | Non assegnati o svincolati                          | Non assegnati o svincolati                          | 0                                                   | 1                                                   | 1                                                   |
| Totale                                              | 311 776                                             | 100,00%                                             | 51                                                  | 8                                                   | 59                                                  |

Caucus del Nebraska
     Clinton
     Sanders
| Caucus democratici del Nebraska, 5 marzo 2016 | Caucus democratici del Nebraska, 5 marzo 2016 | Caucus democratici del Nebraska, 5 marzo 2016 | Caucus democratici del Nebraska, 5 marzo 2016 | Caucus democratici del Nebraska, 5 marzo 2016 | Caucus democratici del Nebraska, 5 marzo 2016 |
| Candidato                                     | Voti                                          | Percentuale preferenze                        | Delegati nazionali                            | Delegati nazionali                            | Delegati nazionali                            |
| Candidato                                     | Voti                                          | Percentuale preferenze                        | vincolati                                     | superdelegati                                 | totali                                        |
| --------------------------------------------- | --------------------------------------------- | --------------------------------------------- | --------------------------------------------- | --------------------------------------------- | --------------------------------------------- |
| Bernie Sanders                                | 19 120                                        | 57,14%                                        | 15                                            | 1                                             | 16                                            |
| Hillary Clinton                               | 14 340                                        | 42,86%                                        | 10                                            | 3                                             | 13                                            |
| Non assegnati o svincolati                    | Non assegnati o svincolati                    | Non assegnati o svincolati                    | 0                                             | 1                                             | 1                                             |
| Totale                                        | 33 460                                        | 100,00%                                       | 25                                            | 5                                             | 30                                            |

- Dati riferiti al 99,4% degli scrutini (1 sezione su 154 mancante)

Caucus del Maine
     Sanders
| Caucus democratici del Maine, 6 marzo 2016 | Caucus democratici del Maine, 6 marzo 2016 | Caucus democratici del Maine, 6 marzo 2016 | Caucus democratici del Maine, 6 marzo 2016 | Caucus democratici del Maine, 6 marzo 2016 | Caucus democratici del Maine, 6 marzo 2016 |
| Candidato                                  | Delegati statali equivalenti               | Percentuale preferenze                     | Delegati nazionali                         | Delegati nazionali                         | Delegati nazionali                         |
| Candidato                                  | Delegati statali equivalenti               | Percentuale preferenze                     | vincolati                                  | superdelegati                              | totali                                     |
| ------------------------------------------ | ------------------------------------------ | ------------------------------------------ | ------------------------------------------ | ------------------------------------------ | ------------------------------------------ |
| Bernie Sanders                             | 2 231                                      | 64,29%                                     | 17                                         | 1                                          | 18                                         |
| Hillary Clinton                            | 1 232                                      | 35,50%                                     | 8                                          | 4                                          | 12                                         |
| Non affiliati                              | 7                                          | 0,20%                                      | 0                                          | 0                                          | 0                                          |
| Non assegnati o svincolati                 | Non assegnati o svincolati                 | Non assegnati o svincolati                 | 0                                          | 0                                          | 0                                          |
| Totale                                     | 3 470                                      | 100,00%                                    | 25                                         | 5                                          | 30                                         |

- Dati riferiti al 91,1% degli scrutini (53 sezioni su 593 mancanti)

Primarie del Michigan
     Clinton
     Sanders
| Primarie democratiche del Michigan, 8 marzo 2016 | Primarie democratiche del Michigan, 8 marzo 2016 | Primarie democratiche del Michigan, 8 marzo 2016 | Primarie democratiche del Michigan, 8 marzo 2016 | Primarie democratiche del Michigan, 8 marzo 2016 | Primarie democratiche del Michigan, 8 marzo 2016 |
| Candidato                                        | Voti                                             | Percentuale preferenze                           | Delegati nazionali                               | Delegati nazionali                               | Delegati nazionali                               |
| Candidato                                        | Voti                                             | Percentuale preferenze                           | vincolati                                        | superdelegati                                    | totali                                           |
| ------------------------------------------------ | ------------------------------------------------ | ------------------------------------------------ | ------------------------------------------------ | ------------------------------------------------ | ------------------------------------------------ |
| Bernie Sanders                                   | 598 943                                          | 49,68%                                           | 67                                               | 0                                                | 67                                               |
| Hillary Clinton                                  | 581 775                                          | 48,26%                                           | 63                                               | 12                                               | 75                                               |
| Non affiliati                                    | 21 601                                           | 1,79%                                            | 0                                                | 0                                                | 0                                                |
| Martin O'Malley                                  | 2 363                                            | 0,20%                                            | 0                                                | 0                                                | 0                                                |
| Rocky De La Fuente                               | 870                                              | 0,07%                                            | 0                                                | 0                                                | 0                                                |
| Non assegnati o svincolati                       | Non assegnati o svincolati                       | Non assegnati o svincolati                       | 0                                                | 5                                                | 5                                                |
| Totale                                           | 1 205 552                                        | 100,00%                                          | 130                                              | 17                                               | 147                                              |

Primarie del Mississippi
     Clinton
| Primarie democratiche del Mississippi, 8 marzo 2016 | Primarie democratiche del Mississippi, 8 marzo 2016 | Primarie democratiche del Mississippi, 8 marzo 2016 | Primarie democratiche del Mississippi, 8 marzo 2016 | Primarie democratiche del Mississippi, 8 marzo 2016 | Primarie democratiche del Mississippi, 8 marzo 2016 |
| Candidato                                           | Voti                                                | Percentuale preferenze                              | Delegati nazionali                                  | Delegati nazionali                                  | Delegati nazionali                                  |
| Candidato                                           | Voti                                                | Percentuale preferenze                              | vincolati                                           | superdelegati                                       | totali                                              |
| --------------------------------------------------- | --------------------------------------------------- | --------------------------------------------------- | --------------------------------------------------- | --------------------------------------------------- | --------------------------------------------------- |
| Hillary Clinton                                     | 182 447                                             | 82,63%                                              | 31                                                  | 3                                                   | 34                                                  |
| Bernie Sanders                                      | 36 348                                              | 16,46%                                              | 5                                                   | 2                                                   | 7                                                   |
| Willie Wilson                                       | 874                                                 | 0,40%                                               | 0                                                   | 0                                                   | 0                                                   |
| Martin O'Malley                                     | 651                                                 | 0,29%                                               | 0                                                   | 0                                                   | 0                                                   |
| Rocky De La Fuente                                  | 470                                                 | 0,21%                                               | 0                                                   | 0                                                   | 0                                                   |
| Non assegnati o svincolati                          | Non assegnati o svincolati                          | Non assegnati o svincolati                          | 0                                                   | 0                                                   | 0                                                   |
| Totale                                              | 220 790                                             | 100,00%                                             | 36                                                  | 5                                                   | 41                                                  |

#### Primarie degli elettori all'estero

Bandiera delle Isole Marianne Settentrionali

Clinton
     Sanders
     dati diffusi in forma aggregata
Le "primarie presidenziali globali" organizzate dal Partito Democratico per gli elettori residenti all'estero si sono tenute dall'1 all'8 marzo 2016 in più di 170 paesi. I risultati sono stati pubblicati il 21 marzo 2016.
A differenza delle altre delegazioni, i superdelegati hanno diritto solo a mezzo voto alla covention nazionale; quindi vengono spesso considerati come quattro, intesi come voti pieni complessivi espressi, nelle fonti.
| Primarie globali dei democratici residenti all'estero, 1-8 marzo 2016 | Primarie globali dei democratici residenti all'estero, 1-8 marzo 2016 | Primarie globali dei democratici residenti all'estero, 1-8 marzo 2016 | Primarie globali dei democratici residenti all'estero, 1-8 marzo 2016 | Primarie globali dei democratici residenti all'estero, 1-8 marzo 2016 | Primarie globali dei democratici residenti all'estero, 1-8 marzo 2016 | Primarie globali dei democratici residenti all'estero, 1-8 marzo 2016 |
| Candidato                                                             | Voti                                                                  | Percentuale preferenze                                                | Delegati nazionali                                                    | Delegati nazionali                                                    | Delegati nazionali                                                    | Delegati nazionali                                                    |
| Candidato                                                             | Voti                                                                  | Percentuale preferenze                                                | vincolati                                                             | superdelegati (con diritto a ½ voto)                                  | totali                                                                | voti totali                                                           |
| --------------------------------------------------------------------- | --------------------------------------------------------------------- | --------------------------------------------------------------------- | --------------------------------------------------------------------- | --------------------------------------------------------------------- | --------------------------------------------------------------------- | --------------------------------------------------------------------- |
| Bernie Sanders                                                        | 23 779                                                                | 68,79%                                                                | 9                                                                     | 2                                                                     | 11                                                                    | 10                                                                    |
| Hillary Clinton                                                       | 10 689                                                                | 30,92%                                                                | 4                                                                     | 4                                                                     | 8                                                                     | 6                                                                     |
| Non affiliati                                                         | 75                                                                    | 0,22%                                                                 | 0                                                                     | 0                                                                     | 0                                                                     | 0                                                                     |
| Martin O'Malley                                                       | 21                                                                    | 0,06%                                                                 | 0                                                                     | 0                                                                     | 0                                                                     | 0                                                                     |
| Rocky De La Fuente                                                    | 6                                                                     | 0,02%                                                                 | 0                                                                     | 0                                                                     | 0                                                                     | 0                                                                     |
| Non assegnati o svincolati                                            | Non assegnati o svincolati                                            | Non assegnati o svincolati                                            | 0                                                                     | 2                                                                     | 2                                                                     | 1                                                                     |
| Totale                                                                | 34 570                                                                | 100,00%                                                               | 13                                                                    | 8                                                                     | 21                                                                    | 17                                                                    |

Caucus delle Isole Marianne Settentrionali
| Caucus democratici delle Isole Marianne Settentrionali, 12 marzo 2016 | Caucus democratici delle Isole Marianne Settentrionali, 12 marzo 2016 | Caucus democratici delle Isole Marianne Settentrionali, 12 marzo 2016 | Caucus democratici delle Isole Marianne Settentrionali, 12 marzo 2016 | Caucus democratici delle Isole Marianne Settentrionali, 12 marzo 2016 | Caucus democratici delle Isole Marianne Settentrionali, 12 marzo 2016 |
| Candidato                                                             | Voti                                                                  | Percentuale preferenze                                                | Delegati nazionali                                                    | Delegati nazionali                                                    | Delegati nazionali                                                    |
| Candidato                                                             | Voti                                                                  | Percentuale preferenze                                                | vincolati                                                             | superdelegati                                                         | totali                                                                |
| --------------------------------------------------------------------- | --------------------------------------------------------------------- | --------------------------------------------------------------------- | --------------------------------------------------------------------- | --------------------------------------------------------------------- | --------------------------------------------------------------------- |
| Hillary Clinton                                                       | 102                                                                   | 53,97%                                                                | 4                                                                     | 5                                                                     | 9                                                                     |
| Bernie Sanders                                                        | 65                                                                    | 34,39%                                                                | 2                                                                     | 0                                                                     | 2                                                                     |
| Non affiliati                                                         | 22                                                                    | 11,64%                                                                | 0                                                                     | 0                                                                     | 0                                                                     |
| Non assegnati o svincolati                                            | Non assegnati o svincolati                                            | Non assegnati o svincolati                                            | 0                                                                     | 0                                                                     | 0                                                                     |
| Totale                                                                | 189                                                                   | 100,00%                                                               | 6                                                                     | 5                                                                     | 11                                                                    |

### Elezioni nella seconda metà di marzo
Primarie della Carolina del Nord
     Clinton
     Sanders
| Primarie democratiche della Carolina del Nord, 15 marzo 2016 | Primarie democratiche della Carolina del Nord, 15 marzo 2016 | Primarie democratiche della Carolina del Nord, 15 marzo 2016 | Primarie democratiche della Carolina del Nord, 15 marzo 2016 | Primarie democratiche della Carolina del Nord, 15 marzo 2016 | Primarie democratiche della Carolina del Nord, 15 marzo 2016 |
| Candidato                                                    | Voti                                                         | Percentuale preferenze                                       | Delegati nazionali                                           | Delegati nazionali                                           | Delegati nazionali                                           |
| Candidato                                                    | Voti                                                         | Percentuale preferenze                                       | vincolati                                                    | superdelegati                                                | totali                                                       |
| ------------------------------------------------------------ | ------------------------------------------------------------ | ------------------------------------------------------------ | ------------------------------------------------------------ | ------------------------------------------------------------ | ------------------------------------------------------------ |
| Hillary Clinton                                              | 622 919                                                      | 54,50%                                                       | 60                                                           | 9                                                            | 69                                                           |
| Bernie Sanders                                               | 467 143                                                      | 40,87%                                                       | 47                                                           | 2                                                            | 49                                                           |
| Nessuna preferenza                                           | 37 456                                                       | 3,28%                                                        | 0                                                            | 0                                                            | 0                                                            |
| Martin O'Malley                                              | 12 120                                                       | 1,06%                                                        | 0                                                            | 0                                                            | 0                                                            |
| Rocky De La Fuente                                           | 3 374                                                        | 0,30%                                                        | 0                                                            | 0                                                            | 0                                                            |
| Non assegnati o svincolati                                   | Non assegnati o svincolati                                   | Non assegnati o svincolati                                   | 0                                                            | 2                                                            | 2                                                            |
| Totale                                                       | 1 143 012                                                    | 100,00%                                                      | 107                                                          | 13                                                           | 120                                                          |

Primarie della Florida
     Clinton
     Sanders
| Primarie democratiche della Florida, 15 marzo 2016 | Primarie democratiche della Florida, 15 marzo 2016 | Primarie democratiche della Florida, 15 marzo 2016 | Primarie democratiche della Florida, 15 marzo 2016 | Primarie democratiche della Florida, 15 marzo 2016 | Primarie democratiche della Florida, 15 marzo 2016 |
| Candidato                                          | Voti                                               | Percentuale preferenze                             | Delegati nazionali                                 | Delegati nazionali                                 | Delegati nazionali                                 |
| Candidato                                          | Voti                                               | Percentuale preferenze                             | vincolati                                          | superdelegati                                      | totali                                             |
| -------------------------------------------------- | -------------------------------------------------- | -------------------------------------------------- | -------------------------------------------------- | -------------------------------------------------- | -------------------------------------------------- |
| Hillary Clinton                                    | 1 101 414                                          | 64,44%                                             | 141                                                | 24                                                 | 165                                                |
| Bernie Sanders                                     | 568 839                                            | 33,28%                                             | 73                                                 | 2                                                  | 75                                                 |
| Martin O'Malley                                    | 38 930                                             | 2,28%                                              | 0                                                  | 0                                                  | 0                                                  |
| Non assegnati o svincolati                         | Non assegnati o svincolati                         | Non assegnati o svincolati                         | 0                                                  | 6                                                  | 6                                                  |
| Totale                                             | 1 709 183                                          | 100,00%                                            | 214                                                | 32                                                 | 246                                                |

Primarie dell'Illinois
     Clinton
     Sanders
| Primarie democratiche dell'Illinois, 15 marzo 2016 | Primarie democratiche dell'Illinois, 15 marzo 2016 | Primarie democratiche dell'Illinois, 15 marzo 2016 | Primarie democratiche dell'Illinois, 15 marzo 2016 | Primarie democratiche dell'Illinois, 15 marzo 2016 | Primarie democratiche dell'Illinois, 15 marzo 2016 |
| Candidato                                          | Voti                                               | Percentuale preferenze                             | Delegati nazionali                                 | Delegati nazionali                                 | Delegati nazionali                                 |
| Candidato                                          | Voti                                               | Percentuale preferenze                             | vincolati                                          | superdelegati                                      | totali                                             |
| -------------------------------------------------- | -------------------------------------------------- | -------------------------------------------------- | -------------------------------------------------- | -------------------------------------------------- | -------------------------------------------------- |
| Hillary Clinton                                    | 1 017 006                                          | 50,46%                                             | 79                                                 | 24                                                 | 103                                                |
| Bernie Sanders                                     | 982 017                                            | 48,71%                                             | 77                                                 | 1                                                  | 78                                                 |
| Willie Wilson                                      | 6 432                                              | 0,32%                                              | 0                                                  | 0                                                  | 0                                                  |
| Martin O'Malley                                    | 6 064                                              | 0,30%                                              | 0                                                  | 0                                                  | 0                                                  |
| Lawrence Cohen                                     | 2 362                                              | 0,12%                                              | 0                                                  | 0                                                  | 0                                                  |
| Rocky De La Fuente                                 | 1 766                                              | 0,09%                                              | 0                                                  | 0                                                  | 0                                                  |
| Non assegnati o svincolati                         | Non assegnati o svincolati                         | Non assegnati o svincolati                         | 0                                                  | 2                                                  | 2                                                  |
| Totale                                             | 2 015 647                                          | 100,00%                                            | 156                                                | 27                                                 | 183                                                |

Primarie del Missouri
     Clinton
     pareggio
     Sanders
| Primarie democratiche del Missouri, 15 marzo 2016 | Primarie democratiche del Missouri, 15 marzo 2016 | Primarie democratiche del Missouri, 15 marzo 2016 | Primarie democratiche del Missouri, 15 marzo 2016 | Primarie democratiche del Missouri, 15 marzo 2016 | Primarie democratiche del Missouri, 15 marzo 2016 |
| Candidato                                         | Voti                                              | Percentuale preferenze                            | Delegati nazionali                                | Delegati nazionali                                | Delegati nazionali                                |
| Candidato                                         | Voti                                              | Percentuale preferenze                            | vincolati                                         | superdelegati                                     | totali                                            |
| ------------------------------------------------- | ------------------------------------------------- | ------------------------------------------------- | ------------------------------------------------- | ------------------------------------------------- | ------------------------------------------------- |
| Hillary Clinton                                   | 310 602                                           | 49,61%                                            | 36                                                | 11                                                | 47                                                |
| Bernie Sanders                                    | 309 071                                           | 49,37%                                            | 35                                                | 0                                                 | 35                                                |
| Non affiliati                                     | 3 702                                             | 0,59%                                             | 0                                                 | 0                                                 | 0                                                 |
| Henry Hewes                                       | 648                                               | 0,10%                                             | 0                                                 | 0                                                 | 0                                                 |
| Martin O'Malley                                   | 440                                               | 0,07%                                             | 0                                                 | 0                                                 | 0                                                 |
| Jon Adams                                         | 433                                               | 0,07%                                             | 0                                                 | 0                                                 | 0                                                 |
| Rocky De La Fuente                                | 343                                               | 0,05%                                             | 0                                                 | 0                                                 | 0                                                 |
| Willie Wilson                                     | 306                                               | 0,05%                                             | 0                                                 | 0                                                 | 0                                                 |
| Keith Russell Judd                                | 283                                               | 0,05%                                             | 0                                                 | 0                                                 | 0                                                 |
| John Wolfe                                        | 247                                               | 0,04%                                             | 0                                                 | 0                                                 | 0                                                 |
| Non assegnati o svincolati                        | Non assegnati o svincolati                        | Non assegnati o svincolati                        | 0                                                 | 2                                                 | 2                                                 |
| Totale                                            | 626 075                                           | 100,00%                                           | 71                                                | 13                                                | 84                                                |

Primarie dell'Ohio
     Clinton
     Sanders
| Primarie democratiche dell'Ohio, 15 marzo 2016 | Primarie democratiche dell'Ohio, 15 marzo 2016 | Primarie democratiche dell'Ohio, 15 marzo 2016 | Primarie democratiche dell'Ohio, 15 marzo 2016 | Primarie democratiche dell'Ohio, 15 marzo 2016 | Primarie democratiche dell'Ohio, 15 marzo 2016 |
| Candidato                                      | Voti                                           | Percentuale preferenze                         | Delegati nazionali                             | Delegati nazionali                             | Delegati nazionali                             |
| Candidato                                      | Voti                                           | Percentuale preferenze                         | vincolati                                      | superdelegati                                  | totali                                         |
| ---------------------------------------------- | ---------------------------------------------- | ---------------------------------------------- | ---------------------------------------------- | ---------------------------------------------- | ---------------------------------------------- |
| Hillary Clinton                                | 679 266                                        | 56,50%                                         | 81                                             | 16                                             | 97                                             |
| Bernie Sanders                                 | 513 549                                        | 42,72%                                         | 62                                             | 1                                              | 63                                             |
| Rocky De La Fuente                             | 9 348                                          | 0,78%                                          | 0                                              | 0                                              | 0                                              |
| Non assegnati o svincolati                     | Non assegnati o svincolati                     | Non assegnati o svincolati                     | 0                                              | 0                                              | 0                                              |
| Totale                                         | 1 202 163                                      | 100,00%                                        | 143                                            | 17                                             | 160                                            |

Primarie dell'Arizona
     Clinton
     Sanders
| Primarie democratiche dell'Arizona, 22 marzo 2016 | Primarie democratiche dell'Arizona, 22 marzo 2016 | Primarie democratiche dell'Arizona, 22 marzo 2016 | Primarie democratiche dell'Arizona, 22 marzo 2016 | Primarie democratiche dell'Arizona, 22 marzo 2016 | Primarie democratiche dell'Arizona, 22 marzo 2016 |
| Candidato                                         | Voti                                              | Percentuale preferenze                            | Delegati nazionali                                | Delegati nazionali                                | Delegati nazionali                                |
| Candidato                                         | Voti                                              | Percentuale preferenze                            | vincolati                                         | superdelegati                                     | totali                                            |
| ------------------------------------------------- | ------------------------------------------------- | ------------------------------------------------- | ------------------------------------------------- | ------------------------------------------------- | ------------------------------------------------- |
| Hillary Clinton                                   | 261 535                                           | 56,16%                                            | 42                                                | 5                                                 | 47                                                |
| Bernie Sanders                                    | 191 149                                           | 41,05%                                            | 33                                                | 2                                                 | 35                                                |
| Martin O'Malley                                   | 3 868                                             | 0,83%                                             | 0                                                 | 0                                                 | 0                                                 |
| Rocky De La Fuente                                | 2 790                                             | 0,60%                                             | 0                                                 | 0                                                 | 0                                                 |
| Michael Steinberg                                 | 2 282                                             | 0,49%                                             | 0                                                 | 0                                                 | 0                                                 |
| Henry Hewes                                       | 1 833                                             | 0,39%                                             | 0                                                 | 0                                                 | 0                                                 |
| Non assegnati o svincolati                        | Non assegnati o svincolati                        | Non assegnati o svincolati                        | 0                                                 | 3                                                 | 3                                                 |
| Totale                                            | 465 675                                           | 100,00%                                           | 75                                                | 10                                                | 85                                                |

Caucus dell'Idaho
     Clinton
     Sanders
| Caucus democratici dell'Idaho, 22 marzo 2016 | Caucus democratici dell'Idaho, 22 marzo 2016 | Caucus democratici dell'Idaho, 22 marzo 2016 | Caucus democratici dell'Idaho, 22 marzo 2016 | Caucus democratici dell'Idaho, 22 marzo 2016 | Caucus democratici dell'Idaho, 22 marzo 2016 |
| Candidato                                    | Voti                                         | Percentuale preferenze                       | Delegati nazionali                           | Delegati nazionali                           | Delegati nazionali                           |
| Candidato                                    | Voti                                         | Percentuale preferenze                       | vincolati                                    | superdelegati                                | totali                                       |
| -------------------------------------------- | -------------------------------------------- | -------------------------------------------- | -------------------------------------------- | -------------------------------------------- | -------------------------------------------- |
| Bernie Sanders                               | 18 640                                       | 78,04%                                       | 18                                           | 2                                            | 20                                           |
| Hillary Clinton                              | 5 065                                        | 21,21%                                       | 5                                            | 1                                            | 6                                            |
| Non affiliati                                | 175                                          | 0,73%                                        | 0                                            | 0                                            | 0                                            |
| Rocky De La Fuente                           | 4                                            | 0,02%                                        | 0                                            | 0                                            | 0                                            |
| Non assegnati o svincolati                   | Non assegnati o svincolati                   | Non assegnati o svincolati                   | 0                                            | 1                                            | 1                                            |
| Totale                                       | 23 884                                       | 100,00%                                      | 23                                           | 4                                            | 27                                           |

Caucus dello Utah
     Sanders
| Caucus democratici dello Utah, 22 marzo 2016 | Caucus democratici dello Utah, 22 marzo 2016 | Caucus democratici dello Utah, 22 marzo 2016 | Caucus democratici dello Utah, 22 marzo 2016 | Caucus democratici dello Utah, 22 marzo 2016 | Caucus democratici dello Utah, 22 marzo 2016 |
| Candidato                                    | Voti                                         | Percentuale preferenze                       | Delegati nazionali                           | Delegati nazionali                           | Delegati nazionali                           |
| Candidato                                    | Voti                                         | Percentuale preferenze                       | vincolati                                    | superdelegati                                | totali                                       |
| -------------------------------------------- | -------------------------------------------- | -------------------------------------------- | -------------------------------------------- | -------------------------------------------- | -------------------------------------------- |
| Bernie Sanders                               | 62 992                                       | 77,19%                                       | 27                                           | 2                                            | 29                                           |
| Hillary Clinton                              | 16 166                                       | 19,81%                                       | 6                                            | 2                                            | 8                                            |
| Non affiliati                                | 334                                          | 0,41%                                        | 0                                            | 0                                            | 0                                            |
| Rocky De La Fuente                           | 22                                           | 0,03%                                        | 0                                            | 0                                            | 0                                            |
| Mark Greenstein                              | 12                                           | 0,01%                                        | 0                                            | 0                                            | 0                                            |
| Schede nulle                                 | 2 085                                        | 2,55%                                        | 0                                            | 0                                            | 0                                            |
| Non assegnati o svincolati                   | Non assegnati o svincolati                   | Non assegnati o svincolati                   | 0                                            | 0                                            | 0                                            |
| Totale                                       | 81 611                                       | 100,00%                                      | 33                                           | 4                                            | 37                                           |

Caucus dell'Alaska
     Sanders
| Caucus democratici dell'Alaska, 26 marzo 2016 | Caucus democratici dell'Alaska, 26 marzo 2016 | Caucus democratici dell'Alaska, 26 marzo 2016 | Caucus democratici dell'Alaska, 26 marzo 2016 | Caucus democratici dell'Alaska, 26 marzo 2016 | Caucus democratici dell'Alaska, 26 marzo 2016 |
| Candidato                                     | Delegati statali equivalenti                  | Percentuale preferenze                        | Delegati nazionali                            | Delegati nazionali                            | Delegati nazionali                            |
| Candidato                                     | Delegati statali equivalenti                  | Percentuale preferenze                        | vincolati                                     | superdelegati                                 | totali                                        |
| --------------------------------------------- | --------------------------------------------- | --------------------------------------------- | --------------------------------------------- | --------------------------------------------- | --------------------------------------------- |
| Bernie Sanders                                | 440                                           | 79,61%                                        | 13                                            | 1                                             | 14                                            |
| Hillary Clinton                               | 99                                            | 20,23%                                        | 3                                             | 1                                             | 4                                             |
| Non assegnati o svincolati                    | Non assegnati o svincolati                    | Non assegnati o svincolati                    | 0                                             | 2                                             | 2                                             |
| Totale                                        | 539                                           | 100,00%                                       | 16                                            | 4                                             | 20                                            |

Caucus delle Hawaii
     Sanders
| Caucus democratici delle Hawaii, 26 marzo 2016 | Caucus democratici delle Hawaii, 26 marzo 2016 | Caucus democratici delle Hawaii, 26 marzo 2016 | Caucus democratici delle Hawaii, 26 marzo 2016 | Caucus democratici delle Hawaii, 26 marzo 2016 | Caucus democratici delle Hawaii, 26 marzo 2016 |
| Candidato                                      | Voti                                           | Percentuale preferenze                         | Delegati nazionali                             | Delegati nazionali                             | Delegati nazionali                             |
| Candidato                                      | Voti                                           | Percentuale preferenze                         | vincolati                                      | superdelegati                                  | totali                                         |
| ---------------------------------------------- | ---------------------------------------------- | ---------------------------------------------- | ---------------------------------------------- | ---------------------------------------------- | ---------------------------------------------- |
| Bernie Sanders                                 | 23 530                                         | 69,82%                                         | 17                                             | 3                                              | 20                                             |
| Hillary Clinton                                | 10 125                                         | 30,04%                                         | 8                                              | 4                                              | 12                                             |
| Non affiliati                                  | 43                                             | 0,11%                                          | 0                                              | 0                                              | 0                                              |
| Rocky De La Fuente                             | 12                                             | 0,03%                                          | 0                                              | 0                                              | 0                                              |
| Martin O'Malley                                | 6                                              | 0,01%                                          | 0                                              | 0                                              | 0                                              |
| Non assegnati o svincolati                     | Non assegnati o svincolati                     | Non assegnati o svincolati                     | 0                                              | 3                                              | 3                                              |
| Totale                                         | 33 716                                         | 100,00%                                        | 25                                             | 10                                             | 35                                             |

Caucus dello Stato di Washington
     Sanders
| Caucus democratici dello Stato di Washington, 26 marzo 2016 | Caucus democratici dello Stato di Washington, 26 marzo 2016 | Caucus democratici dello Stato di Washington, 26 marzo 2016 | Caucus democratici dello Stato di Washington, 26 marzo 2016 | Caucus democratici dello Stato di Washington, 26 marzo 2016 | Caucus democratici dello Stato di Washington, 26 marzo 2016 |
| Candidato                                                   | Delegati di distretto                                       | Percentuale preferenze                                      | Delegati nazionali                                          | Delegati nazionali                                          | Delegati nazionali                                          |
| Candidato                                                   | Delegati di distretto                                       | Percentuale preferenze                                      | vincolati                                                   | superdelegati                                               | totali                                                      |
| ----------------------------------------------------------- | ----------------------------------------------------------- | ----------------------------------------------------------- | ----------------------------------------------------------- | ----------------------------------------------------------- | ----------------------------------------------------------- |
| Bernie Sanders                                              | 19 159                                                      | 72,72%                                                      | 74                                                          | 0                                                           | 74                                                          |
| Hillary Clinton                                             | 7 140                                                       | 27,10%                                                      | 27                                                          | 10                                                          | 37                                                          |
| Non affiliati                                               | 46                                                          | 0,17%                                                       | 0                                                           | 0                                                           | 0                                                           |
| Non assegnati o svincolati                                  | Non assegnati o svincolati                                  | Non assegnati o svincolati                                  | 0                                                           | 7                                                           | 7                                                           |
| Totale                                                      | 26 345                                                      | 100,00%                                                     | 101                                                         | 17                                                          | 118                                                         |

### Elezioni di aprile
Primarie del Wisconsin
     Clinton
     Sanders
| Primarie democratiche del Wisconsin, 5 aprile 2016 | Primarie democratiche del Wisconsin, 5 aprile 2016 | Primarie democratiche del Wisconsin, 5 aprile 2016 | Primarie democratiche del Wisconsin, 5 aprile 2016 | Primarie democratiche del Wisconsin, 5 aprile 2016 | Primarie democratiche del Wisconsin, 5 aprile 2016 |
| Candidato                                          | Voti                                               | Percentuale preferenze                             | Delegati nazionali                                 | Delegati nazionali                                 | Delegati nazionali                                 |
| Candidato                                          | Voti                                               | Percentuale preferenze                             | vincolati                                          | superdelegati                                      | totali                                             |
| -------------------------------------------------- | -------------------------------------------------- | -------------------------------------------------- | -------------------------------------------------- | -------------------------------------------------- | -------------------------------------------------- |
| Bernie Sanders                                     | 567 936                                            | 56,57%                                             | 48                                                 | 1                                                  | 49                                                 |
| Hillary Clinton                                    | 432 767                                            | 43,11%                                             | 38                                                 | 7                                                  | 45                                                 |
| Martin O'Malley                                    | 1 765                                              | 0,17%                                              | 0                                                  | 0                                                  | 0                                                  |
| Non affiliati                                      | 1 436                                              | 0,14%                                              | 0                                                  | 0                                                  | 0                                                  |
| Non assegnati o svincolati                         | Non assegnati o svincolati                         | Non assegnati o svincolati                         | 0                                                  | 2                                                  | 2                                                  |
| Totale                                             | 1 003 904                                          | 100,00%                                            | 86                                                 | 10                                                 | 96                                                 |

Caucus del Wyoming
     Clinton
     pareggio
     Sanders
| Caucus democratici del Wyoming, 9 aprile 2016 | Caucus democratici del Wyoming, 9 aprile 2016 | Caucus democratici del Wyoming, 9 aprile 2016 | Caucus democratici del Wyoming, 9 aprile 2016 | Caucus democratici del Wyoming, 9 aprile 2016 | Caucus democratici del Wyoming, 9 aprile 2016 |
| Candidato                                     | Delegati statali equivalenti                  | Percentuale preferenze                        | Delegati nazionali                            | Delegati nazionali                            | Delegati nazionali                            |
| Candidato                                     | Delegati statali equivalenti                  | Percentuale preferenze                        | vincolati                                     | superdelegati                                 | totali                                        |
| --------------------------------------------- | --------------------------------------------- | --------------------------------------------- | --------------------------------------------- | --------------------------------------------- | --------------------------------------------- |
| Bernie Sanders                                | 156                                           | 55,71%                                        | 7                                             | 0                                             | 7                                             |
| Hillary Clinton                               | 124                                           | 44,29%                                        | 7                                             | 4                                             | 11                                            |
| Non assegnati o svincolati                    | Non assegnati o svincolati                    | Non assegnati o svincolati                    | 0                                             | 0                                             | 0                                             |
| Totale                                        | 280                                           | 100,00%                                       | 14                                            | 4                                             | 18                                            |

Primarie dello Stato di New York
     Clinton
     Sanders
| Primarie democratiche dello Stato di New York, 19 aprile 2016 | Primarie democratiche dello Stato di New York, 19 aprile 2016 | Primarie democratiche dello Stato di New York, 19 aprile 2016 | Primarie democratiche dello Stato di New York, 19 aprile 2016 | Primarie democratiche dello Stato di New York, 19 aprile 2016 | Primarie democratiche dello Stato di New York, 19 aprile 2016 |
| Candidato                                                     | Voti                                                          | Percentuale preferenze                                        | Delegati nazionali                                            | Delegati nazionali                                            | Delegati nazionali                                            |
| Candidato                                                     | Voti                                                          | Percentuale preferenze                                        | vincolati                                                     | superdelegati                                                 | totali                                                        |
| ------------------------------------------------------------- | ------------------------------------------------------------- | ------------------------------------------------------------- | ------------------------------------------------------------- | ------------------------------------------------------------- | ------------------------------------------------------------- |
| Hillary Clinton                                               | 1 133 980                                                     | 57,54%                                                        | 139                                                           | 40                                                            | 179                                                           |
| Bernie Sanders                                                | 820 256                                                       | 41,62%                                                        | 108                                                           | 0                                                             | 108                                                           |
| Schede bianche                                                | 5 358                                                         | 0,27%                                                         | 0                                                             | 0                                                             | 0                                                             |
| Schede nulle                                                  | 11 306                                                        | 0,57%                                                         | 0                                                             | 0                                                             | 0                                                             |
| Non assegnati o svincolati                                    | Non assegnati o svincolati                                    | Non assegnati o svincolati                                    | 0                                                             | 4                                                             | 4                                                             |
| Totale                                                        | 1 970 900                                                     | 100,00%                                                       | 247                                                           | 44                                                            | 291                                                           |

Primarie del Connecticut
     Clinton
     Sanders
| Primarie democratiche del Connecticut, 26 aprile 2016 | Primarie democratiche del Connecticut, 26 aprile 2016 | Primarie democratiche del Connecticut, 26 aprile 2016 | Primarie democratiche del Connecticut, 26 aprile 2016 | Primarie democratiche del Connecticut, 26 aprile 2016 | Primarie democratiche del Connecticut, 26 aprile 2016 |
| Candidato                                             | Voti                                                  | Percentuale preferenze                                | Delegati nazionali                                    | Delegati nazionali                                    | Delegati nazionali                                    |
| Candidato                                             | Voti                                                  | Percentuale preferenze                                | vincolati                                             | superdelegati                                         | totali                                                |
| ----------------------------------------------------- | ----------------------------------------------------- | ----------------------------------------------------- | ----------------------------------------------------- | ----------------------------------------------------- | ----------------------------------------------------- |
| Hillary Clinton                                       | 170 040                                               | 51,80%                                                | 28                                                    | 15                                                    | 43                                                    |
| Bernie Sanders                                        | 152 394                                               | 46,42%                                                | 27                                                    | 0                                                     | 27                                                    |
| Non affiliati                                         | 4 872                                                 | 1,48%                                                 | 0                                                     | 0                                                     | 0                                                     |
| Rocky De La Fuente                                    | 960                                                   | 0,29%                                                 | 0                                                     | 0                                                     | 0                                                     |
| Non assegnati o svincolati                            | Non assegnati o svincolati                            | Non assegnati o svincolati                            | 0                                                     | 1                                                     | 1                                                     |
| Totale                                                | 328 266                                               | 100,00%                                               | 55                                                    | 16                                                    | 71                                                    |

Primarie del Delaware
     Clinton
| Primarie democratiche del Delaware, 26 aprile 2016 | Primarie democratiche del Delaware, 26 aprile 2016 | Primarie democratiche del Delaware, 26 aprile 2016 | Primarie democratiche del Delaware, 26 aprile 2016 | Primarie democratiche del Delaware, 26 aprile 2016 | Primarie democratiche del Delaware, 26 aprile 2016 |
| Candidato                                          | Voti                                               | Percentuale preferenze                             | Delegati nazionali                                 | Delegati nazionali                                 | Delegati nazionali                                 |
| Candidato                                          | Voti                                               | Percentuale preferenze                             | vincolati                                          | superdelegati                                      | totali                                             |
| -------------------------------------------------- | -------------------------------------------------- | -------------------------------------------------- | -------------------------------------------------- | -------------------------------------------------- | -------------------------------------------------- |
| Hillary Clinton                                    | 55 950                                             | 59,75%                                             | 12                                                 | 11                                                 | 23                                                 |
| Bernie Sanders                                     | 36 659                                             | 39,15%                                             | 9                                                  | 0                                                  | 9                                                  |
| Rocky De La Fuente                                 | 1 024                                              | 1,09%                                              | 0                                                  | 0                                                  | 0                                                  |
| Non assegnati o svincolati                         | Non assegnati o svincolati                         | Non assegnati o svincolati                         | 0                                                  | 0                                                  | 0                                                  |
| Totale                                             | 93 633                                             | 100,00%                                            | 21                                                 | 11                                                 | 32                                                 |

Primarie del Maryland
     Clinton
     Sanders
| Primarie democratiche del Maryland, 26 aprile 2016 | Primarie democratiche del Maryland, 26 aprile 2016 | Primarie democratiche del Maryland, 26 aprile 2016 | Primarie democratiche del Maryland, 26 aprile 2016 | Primarie democratiche del Maryland, 26 aprile 2016 | Primarie democratiche del Maryland, 26 aprile 2016 |
| Candidato                                          | Voti                                               | Percentuale preferenze                             | Delegati nazionali                                 | Delegati nazionali                                 | Delegati nazionali                                 |
| Candidato                                          | Voti                                               | Percentuale preferenze                             | vincolati                                          | superdelegati                                      | totali                                             |
| -------------------------------------------------- | -------------------------------------------------- | -------------------------------------------------- | -------------------------------------------------- | -------------------------------------------------- | -------------------------------------------------- |
| Hillary Clinton                                    | 556 500                                            | 62,99%                                             | 60                                                 | 17                                                 | 77                                                 |
| Bernie Sanders                                     | 294 179                                            | 33,30%                                             | 35                                                 | 1                                                  | 36                                                 |
| Non affiliati                                      | 29 340                                             | 3,32%                                              | 0                                                  | 0                                                  | 0                                                  |
| Rocky De La Fuente                                 | 3 508                                              | 0,40%                                              | 0                                                  | 0                                                  | 0                                                  |
| Non assegnati o svincolati                         | Non assegnati o svincolati                         | Non assegnati o svincolati                         | 0                                                  | 6                                                  | 6                                                  |
| Totale                                             | 883 527                                            | 100,00%                                            | 95                                                 | 24                                                 | 119                                                |

Primarie della Pennsylvania
     Clinton
     Sanders
| Primarie democratiche della Pennsylvania, 26 aprile 2016 | Primarie democratiche della Pennsylvania, 26 aprile 2016 | Primarie democratiche della Pennsylvania, 26 aprile 2016 | Primarie democratiche della Pennsylvania, 26 aprile 2016 | Primarie democratiche della Pennsylvania, 26 aprile 2016 | Primarie democratiche della Pennsylvania, 26 aprile 2016 |
| Candidato                                                | Voti                                                     | Percentuale preferenze                                   | Delegati nazionali                                       | Delegati nazionali                                       | Delegati nazionali                                       |
| Candidato                                                | Voti                                                     | Percentuale preferenze                                   | vincolati                                                | superdelegati                                            | totali                                                   |
| -------------------------------------------------------- | -------------------------------------------------------- | -------------------------------------------------------- | -------------------------------------------------------- | -------------------------------------------------------- | -------------------------------------------------------- |
| Hillary Clinton                                          | 935 107                                                  | 55,61%                                                   | 106                                                      | 20                                                       | 126                                                      |
| Bernie Sanders                                           | 731 881                                                  | 43,53%                                                   | 83                                                       | 0                                                        | 83                                                       |
| Rocky De La Fuente                                       | 14 439                                                   | 0,86%                                                    | 0                                                        | 0                                                        | 0                                                        |
| Non assegnati o svincolati                               | Non assegnati o svincolati                               | Non assegnati o svincolati                               | 0                                                        | 0                                                        | 0                                                        |
| Totale                                                   | 1 681 427                                                | 100,00%                                                  | 189                                                      | 20                                                       | 209                                                      |

Primarie del Rhode Island
     Sanders
| Primarie democratiche del Rhode Island, 26 aprile 2016 | Primarie democratiche del Rhode Island, 26 aprile 2016 | Primarie democratiche del Rhode Island, 26 aprile 2016 | Primarie democratiche del Rhode Island, 26 aprile 2016 | Primarie democratiche del Rhode Island, 26 aprile 2016 | Primarie democratiche del Rhode Island, 26 aprile 2016 |
| Candidato                                              | Voti                                                   | Percentuale preferenze                                 | Delegati nazionali                                     | Delegati nazionali                                     | Delegati nazionali                                     |
| Candidato                                              | Voti                                                   | Percentuale preferenze                                 | vincolati                                              | superdelegati                                          | totali                                                 |
| ------------------------------------------------------ | ------------------------------------------------------ | ------------------------------------------------------ | ------------------------------------------------------ | ------------------------------------------------------ | ------------------------------------------------------ |
| Bernie Sanders                                         | 68 761                                                 | 54,64%                                                 | 13                                                     | 0                                                      | 13                                                     |
| Hillary Clinton                                        | 54 887                                                 | 43,61%                                                 | 11                                                     | 9                                                      | 20                                                     |
| Non affiliati                                          | 1 773                                                  | 1,41%                                                  | 0                                                      | 0                                                      | 0                                                      |
| Mark Stewart                                           | 270                                                    | 0,21%                                                  | 0                                                      | 0                                                      | 0                                                      |
| Rocky De La Fuente                                     | 155                                                    | 0,12%                                                  | 0                                                      | 0                                                      | 0                                                      |
| Non assegnati o svincolati                             | Non assegnati o svincolati                             | Non assegnati o svincolati                             | 0                                                      | 0                                                      | 0                                                      |
| Totale                                                 | 125 846                                                | 100,00%                                                | 24                                                     | 9                                                      | 33                                                     |

### Elezioni di maggio

Bandiera di Guam

Primarie dell'Indiana
     Clinton
     pareggio
     Sanders
| Primarie democratiche dell'Indiana, 3 maggio 2016 | Primarie democratiche dell'Indiana, 3 maggio 2016 | Primarie democratiche dell'Indiana, 3 maggio 2016 | Primarie democratiche dell'Indiana, 3 maggio 2016 | Primarie democratiche dell'Indiana, 3 maggio 2016 | Primarie democratiche dell'Indiana, 3 maggio 2016 |
| Candidato                                         | Voti                                              | Percentuale preferenze                            | Delegati nazionali                                | Delegati nazionali                                | Delegati nazionali                                |
| Candidato                                         | Voti                                              | Percentuale preferenze                            | vincolati                                         | superdelegati                                     | totali                                            |
| ------------------------------------------------- | ------------------------------------------------- | ------------------------------------------------- | ------------------------------------------------- | ------------------------------------------------- | ------------------------------------------------- |
| Bernie Sanders                                    | 334 977                                           | 52,52%                                            | 44                                                | 0                                                 | 44                                                |
| Hillary Clinton                                   | 302 829                                           | 47,48%                                            | 39                                                | 7                                                 | 46                                                |
| Non assegnati o svincolati                        | Non assegnati o svincolati                        | Non assegnati o svincolati                        | 0                                                 | 2                                                 | 2                                                 |
| Totale                                            | 637 806                                           | 100,00%                                           | 83                                                | 9                                                 | 92                                                |

Caucus di Guam
| Caucus democratici di Guam, 7 maggio 2016 | Caucus democratici di Guam, 7 maggio 2016 | Caucus democratici di Guam, 7 maggio 2016 | Caucus democratici di Guam, 7 maggio 2016 | Caucus democratici di Guam, 7 maggio 2016 | Caucus democratici di Guam, 7 maggio 2016 |
| Candidato                                 | Voti                                      | Percentuale preferenze                    | Delegati nazionali                        | Delegati nazionali                        | Delegati nazionali                        |
| Candidato                                 | Voti                                      | Percentuale preferenze                    | vincolati                                 | superdelegati                             | totali                                    |
| ----------------------------------------- | ----------------------------------------- | ----------------------------------------- | ----------------------------------------- | ----------------------------------------- | ----------------------------------------- |
| Hillary Clinton                           | 777                                       | 59,54%                                    | 4                                         | 5                                         | 9                                         |
| Bernie Sanders                            | 528                                       | 40,46%                                    | 3                                         | 0                                         | 3                                         |
| Non assegnati o svincolati                | Non assegnati o svincolati                | Non assegnati o svincolati                | 0                                         | 0                                         | 0                                         |
| Totale                                    | 1 305                                     | 100,00%                                   | 7                                         | 5                                         | 12                                        |

Primarie della Virginia Occidentale
     Sanders
| Primarie democratiche della Virginia Occidentale, 10 maggio 2016 | Primarie democratiche della Virginia Occidentale, 10 maggio 2016 | Primarie democratiche della Virginia Occidentale, 10 maggio 2016 | Primarie democratiche della Virginia Occidentale, 10 maggio 2016 | Primarie democratiche della Virginia Occidentale, 10 maggio 2016 | Primarie democratiche della Virginia Occidentale, 10 maggio 2016 |
| Candidato                                                        | Voti                                                             | Percentuale preferenze                                           | Delegati nazionali                                               | Delegati nazionali                                               | Delegati nazionali                                               |
| Candidato                                                        | Voti                                                             | Percentuale preferenze                                           | vincolati                                                        | superdelegati                                                    | totali                                                           |
| ---------------------------------------------------------------- | ---------------------------------------------------------------- | ---------------------------------------------------------------- | ---------------------------------------------------------------- | ---------------------------------------------------------------- | ---------------------------------------------------------------- |
| Bernie Sanders                                                   | 123 750                                                          | 51,39%                                                           | 18                                                               | 2                                                                | 20                                                               |
| Hillary Clinton                                                  | 86 304                                                           | 35,84%                                                           | 11                                                               | 6                                                                | 17                                                               |
| Paul Farrell                                                     | 21 544                                                           | 8,95%                                                            | 0                                                                | 0                                                                | 0                                                                |
| Keith Judd                                                       | 4 439                                                            | 1,84%                                                            | 0                                                                | 0                                                                | 0                                                                |
| Martin O'Malley                                                  | 3 777                                                            | 1,57%                                                            | 0                                                                | 0                                                                | 0                                                                |
| Rocky De La Fuente                                               | 1 009                                                            | 0,42%                                                            | 0                                                                | 0                                                                | 0                                                                |
| Non assegnati o svincolati                                       | Non assegnati o svincolati                                       | Non assegnati o svincolati                                       | 0                                                                | 0                                                                | 0                                                                |
| Totale                                                           | 240 823                                                          | 100,00%                                                          | 29                                                               | 8                                                                | 37                                                               |

Primarie del Kentucky
     Clinton
     Sanders
| Primarie democratiche del Kentucky, 17 maggio 2016 | Primarie democratiche del Kentucky, 17 maggio 2016 | Primarie democratiche del Kentucky, 17 maggio 2016 | Primarie democratiche del Kentucky, 17 maggio 2016 | Primarie democratiche del Kentucky, 17 maggio 2016 | Primarie democratiche del Kentucky, 17 maggio 2016 |
| Candidato                                          | Voti                                               | Percentuale preferenze                             | Delegati nazionali                                 | Delegati nazionali                                 | Delegati nazionali                                 |
| Candidato                                          | Voti                                               | Percentuale preferenze                             | vincolati                                          | superdelegati                                      | totali                                             |
| -------------------------------------------------- | -------------------------------------------------- | -------------------------------------------------- | -------------------------------------------------- | -------------------------------------------------- | -------------------------------------------------- |
| Hillary Clinton                                    | 212 550                                            | 46,76%                                             | 28                                                 | 2                                                  | 30                                                 |
| Bernie Sanders                                     | 210 626                                            | 46,33%                                             | 27                                                 | 0                                                  | 27                                                 |
| Non affiliati                                      | 24 101                                             | 5,30%                                              | 0                                                  | 0                                                  | 0                                                  |
| Martin O'Malley                                    | 5 703                                              | 1,25%                                              | 0                                                  | 0                                                  | 0                                                  |
| Rocky De La Fuente                                 | 1 593                                              | 0,35%                                              | 0                                                  | 0                                                  | 0                                                  |
| Non assegnati o svincolati                         | Non assegnati o svincolati                         | Non assegnati o svincolati                         | 0                                                  | 3                                                  | 3                                                  |
| Totale                                             | 454 573                                            | 100,00%                                            | 55                                                 | 5                                                  | 60                                                 |

Primarie dell'Oregon
     Clinton
     Sanders
| Primarie democratiche dell'Oregon, 17 maggio 2016 | Primarie democratiche dell'Oregon, 17 maggio 2016 | Primarie democratiche dell'Oregon, 17 maggio 2016 | Primarie democratiche dell'Oregon, 17 maggio 2016 | Primarie democratiche dell'Oregon, 17 maggio 2016 | Primarie democratiche dell'Oregon, 17 maggio 2016 |
| Candidato                                         | Voti                                              | Percentuale preferenze                            | Delegati nazionali                                | Delegati nazionali                                | Delegati nazionali                                |
| Candidato                                         | Voti                                              | Percentuale preferenze                            | vincolati                                         | superdelegati                                     | totali                                            |
| ------------------------------------------------- | ------------------------------------------------- | ------------------------------------------------- | ------------------------------------------------- | ------------------------------------------------- | ------------------------------------------------- |
| Bernie Sanders                                    | 345 890                                           | 55,85%                                            | 36                                                | 2                                                 | 38                                                |
| Hillary Clinton                                   | 263 347                                           | 42,52%                                            | 25                                                | 8                                                 | 33                                                |
| Candidati write-in                                | 10 067                                            | 1,63%                                             | 0                                                 | 0                                                 | 0                                                 |
| Non assegnati o svincolati                        | Non assegnati o svincolati                        | Non assegnati o svincolati                        | 0                                                 | 3                                                 | 3                                                 |
| Totale                                            | 619 304                                           | 100,00%                                           | 61                                                | 13                                                | 74                                                |

### Ultime elezioni di giugno

Bandiera delle Isole Vergini americane

Bandiera di Porto Rico

Caucus delle Isole Vergini Americane
| Caucus democratici delle Isole Vergini americane, 4 giugno 2016 | Caucus democratici delle Isole Vergini americane, 4 giugno 2016 | Caucus democratici delle Isole Vergini americane, 4 giugno 2016 | Caucus democratici delle Isole Vergini americane, 4 giugno 2016 | Caucus democratici delle Isole Vergini americane, 4 giugno 2016 | Caucus democratici delle Isole Vergini americane, 4 giugno 2016 |
| Candidato                                                       | Voti                                                            | Percentuale preferenze                                          | Delegati nazionali                                              | Delegati nazionali                                              | Delegati nazionali                                              |
| Candidato                                                       | Voti                                                            | Percentuale preferenze                                          | vincolati                                                       | superdelegati                                                   | totali                                                          |
| --------------------------------------------------------------- | --------------------------------------------------------------- | --------------------------------------------------------------- | --------------------------------------------------------------- | --------------------------------------------------------------- | --------------------------------------------------------------- |
| Hillary Clinton                                                 | 1 308                                                           | 84,2%                                                           | 7                                                               | 5                                                               | 12                                                              |
| Bernie Sanders                                                  | 190                                                             | 12,2%                                                           | 0                                                               | 0                                                               | 0                                                               |
| Non affiliati                                                   | 18                                                              | 3,6%                                                            | 0                                                               | 0                                                               | 0                                                               |
| Non assegnati o svincolati                                      | Non assegnati o svincolati                                      | Non assegnati o svincolati                                      | 0                                                               | 2                                                               | 2                                                               |
| Totale                                                          | 1 512                                                           | 100,00%                                                         | 7                                                               | 5                                                               | 12                                                              |

Primarie di Porto Rico
| Primarie democratiche di Porto Rico, 5 giugno 2016 | Primarie democratiche di Porto Rico, 5 giugno 2016 | Primarie democratiche di Porto Rico, 5 giugno 2016 | Primarie democratiche di Porto Rico, 5 giugno 2016 | Primarie democratiche di Porto Rico, 5 giugno 2016 | Primarie democratiche di Porto Rico, 5 giugno 2016 |
| Candidato                                          | Voti                                               | Percentuale preferenze                             | Delegati nazionali                                 | Delegati nazionali                                 | Delegati nazionali                                 |
| Candidato                                          | Voti                                               | Percentuale preferenze                             | vincolati                                          | superdelegati                                      | totali                                             |
| -------------------------------------------------- | -------------------------------------------------- | -------------------------------------------------- | -------------------------------------------------- | -------------------------------------------------- | -------------------------------------------------- |
| Hillary Clinton                                    | 52 658                                             | 59,74%                                             | 36                                                 | 6                                                  | 42                                                 |
| Bernie Sanders                                     | 33 368                                             | 37,85%                                             | 24                                                 | 0                                                  | 24                                                 |
| Altri                                              | 1 650                                              | 2,72%                                              | 0                                                  | 0                                                  | 0                                                  |
| Rocky De La Fuente                                 | 300                                                | 0,35%                                              | 0                                                  | 0                                                  | 0                                                  |
| Non assegnati o svincolati                         | Non assegnati o svincolati                         | Non assegnati o svincolati                         | 0                                                  | 1                                                  | 1                                                  |
| Totale                                             | 88 149                                             | 100,00%                                            | 60                                                 | 7                                                  | 67                                                 |

Primarie della California
     Clinton
     Sanders
| Primarie democratiche della California, 7 giugno 2016 | Primarie democratiche della California, 7 giugno 2016 | Primarie democratiche della California, 7 giugno 2016 | Primarie democratiche della California, 7 giugno 2016 | Primarie democratiche della California, 7 giugno 2016 | Primarie democratiche della California, 7 giugno 2016 |
| Candidato                                             | Voti                                                  | Percentuale preferenze                                | Delegati nazionali                                    | Delegati nazionali                                    | Delegati nazionali                                    |
| Candidato                                             | Voti                                                  | Percentuale preferenze                                | vincolati                                             | superdelegati                                         | totali                                                |
| ----------------------------------------------------- | ----------------------------------------------------- | ----------------------------------------------------- | ----------------------------------------------------- | ----------------------------------------------------- | ----------------------------------------------------- |
| Hillary Clinton                                       | 2 745 293                                             | 53,07%                                                | 254                                                   | 64                                                    | 318                                                   |
| Bernie Sanders                                        | 2 381 714                                             | 46,04%                                                | 221                                                   | 0                                                     | 221                                                   |
| Willie Wilson                                         | 12 014                                                | 0,23%                                                 | 0                                                     | 0                                                     | 0                                                     |
| Michael Steinberg                                     | 10 880                                                | 0,21%                                                 | 0                                                     | 0                                                     | 0                                                     |
| Rocky De La Fuente                                    | 8 453                                                 | 0,16%                                                 | 0                                                     | 0                                                     | 0                                                     |
| Keith Judd                                            | 7 656                                                 | 0,15%                                                 | 0                                                     | 0                                                     | 0                                                     |
| Henry Hewes                                           | 7 201                                                 | 0,14%                                                 | 0                                                     | 0                                                     | 0                                                     |
| Non assegnati o svincolati                            | Non assegnati o svincolati                            | Non assegnati o svincolati                            | 0                                                     | 12                                                    | 12                                                    |
| Totale                                                | 5 173 298                                             | 100,00%                                               | 475                                                   | 76                                                    | 551                                                   |

Caucus del Dakota del Nord
     Clinton
     pareggio
     Sanders
| Caucus democratici del Dakota del Nord, 7 giugno 2016 | Caucus democratici del Dakota del Nord, 7 giugno 2016 | Caucus democratici del Dakota del Nord, 7 giugno 2016 | Caucus democratici del Dakota del Nord, 7 giugno 2016 | Caucus democratici del Dakota del Nord, 7 giugno 2016 | Caucus democratici del Dakota del Nord, 7 giugno 2016 |
| Candidato                                             | Delegati statali equivalenti                          | Percentuale preferenze                                | Delegati nazionali                                    | Delegati nazionali                                    | Delegati nazionali                                    |
| Candidato                                             | Delegati statali equivalenti                          | Percentuale preferenze                                | vincolati                                             | superdelegati                                         | totali                                                |
| ----------------------------------------------------- | ----------------------------------------------------- | ----------------------------------------------------- | ----------------------------------------------------- | ----------------------------------------------------- | ----------------------------------------------------- |
| Bernie Sanders                                        | 253                                                   | 64,21%                                                | 13                                                    | 1                                                     | 14                                                    |
| Hillary Clinton                                       | 101                                                   | 25,63%                                                | 5                                                     | 1                                                     | 6                                                     |
| Non affiliati                                         | 40                                                    | 10,15%                                                | 0                                                     | 0                                                     | 0                                                     |
| Non assegnati o svincolati                            | Non assegnati o svincolati                            | Non assegnati o svincolati                            | 0                                                     | 3                                                     | 3                                                     |
| Totale                                                | 394                                                   | 100,00%                                               | 18                                                    | 5                                                     | 23                                                    |

Primarie del Dakota del Sud
     Clinton
     Sanders
| Primarie democratiche del Dakota del Sud, 7 giugno 2016 | Primarie democratiche del Dakota del Sud, 7 giugno 2016 | Primarie democratiche del Dakota del Sud, 7 giugno 2016 | Primarie democratiche del Dakota del Sud, 7 giugno 2016 | Primarie democratiche del Dakota del Sud, 7 giugno 2016 | Primarie democratiche del Dakota del Sud, 7 giugno 2016 |
| Candidato                                               | Voti                                                    | Percentuale preferenze                                  | Delegati nazionali                                      | Delegati nazionali                                      | Delegati nazionali                                      |
| Candidato                                               | Voti                                                    | Percentuale preferenze                                  | vincolati                                               | superdelegati                                           | totali                                                  |
| ------------------------------------------------------- | ------------------------------------------------------- | ------------------------------------------------------- | ------------------------------------------------------- | ------------------------------------------------------- | ------------------------------------------------------- |
| Hillary Clinton                                         | 27 046                                                  | 51,03%                                                  | 10                                                      | 2                                                       | 12                                                      |
| Bernie Sanders                                          | 25 957                                                  | 48,97%                                                  | 10                                                      | 0                                                       | 10                                                      |
| Non assegnati o svincolati                              | Non assegnati o svincolati                              | Non assegnati o svincolati                              | 0                                                       | 3                                                       | 3                                                       |
| Totale                                                  | 53 003                                                  | 100,00%                                                 | 20                                                      | 5                                                       | 25                                                      |

Primarie del Montana
     Clinton
     Sanders
| Primarie democratiche del Montana, 7 giugno 2016 | Primarie democratiche del Montana, 7 giugno 2016 | Primarie democratiche del Montana, 7 giugno 2016 | Primarie democratiche del Montana, 7 giugno 2016 | Primarie democratiche del Montana, 7 giugno 2016 | Primarie democratiche del Montana, 7 giugno 2016 |
| Candidato                                        | Voti                                             | Percentuale preferenze                           | Delegati nazionali                               | Delegati nazionali                               | Delegati nazionali                               |
| Candidato                                        | Voti                                             | Percentuale preferenze                           | vincolati                                        | superdelegati                                    | totali                                           |
| ------------------------------------------------ | ------------------------------------------------ | ------------------------------------------------ | ------------------------------------------------ | ------------------------------------------------ | ------------------------------------------------ |
| Bernie Sanders                                   | 65 215                                           | 51,50%                                           | 11                                               | 1                                                | 12                                               |
| Hillary Clinton                                  | 55 982                                           | 44,21%                                           | 10                                               | 5                                                | 15                                               |
| Nessuna preferenza                               | 5 358                                            | 4,30%                                            | 0                                                | 0                                                | 0                                                |
| Non assegnati o svincolati                       | Non assegnati o svincolati                       | Non assegnati o svincolati                       | 0                                                | 5                                                | 5                                                |
| Totale                                           | 123 722                                          | 100,00%                                          | 21                                               | 6                                                | 27                                               |

Primarie del New Jersey
     Clinton
     Sanders
| Primarie democratiche del New Jersey, 7 giugno 2016 | Primarie democratiche del New Jersey, 7 giugno 2016 | Primarie democratiche del New Jersey, 7 giugno 2016 | Primarie democratiche del New Jersey, 7 giugno 2016 | Primarie democratiche del New Jersey, 7 giugno 2016 | Primarie democratiche del New Jersey, 7 giugno 2016 |
| Candidato                                           | Voti                                                | Percentuale preferenze                              | Delegati nazionali                                  | Delegati nazionali                                  | Delegati nazionali                                  |
| Candidato                                           | Voti                                                | Percentuale preferenze                              | vincolati                                           | superdelegati                                       | totali                                              |
| --------------------------------------------------- | --------------------------------------------------- | --------------------------------------------------- | --------------------------------------------------- | --------------------------------------------------- | --------------------------------------------------- |
| Hillary Clinton                                     | 554 464                                             | 63,17%                                              | 79                                                  | 12                                                  | 91                                                  |
| Bernie Sanders                                      | 323 251                                             | 36,83%                                              | 47                                                  | 2                                                   | 49                                                  |
| Non assegnati o svincolati                          | Non assegnati o svincolati                          | Non assegnati o svincolati                          | 0                                                   | 2                                                   | 2                                                   |
| Totale                                              | 877 496                                             | 100,00%                                             | 126                                                 | 16                                                  | 142                                                 |

- Dati riferiti al 99,4% degli scrutini (37 sezioni su 6 366 mancanti)

Primarie del Nuovo Messico
     Clinton
     Sanders
| Primarie democratiche del Nuovo Messico, 7 giugno 2016 | Primarie democratiche del Nuovo Messico, 7 giugno 2016 | Primarie democratiche del Nuovo Messico, 7 giugno 2016 | Primarie democratiche del Nuovo Messico, 7 giugno 2016 | Primarie democratiche del Nuovo Messico, 7 giugno 2016 | Primarie democratiche del Nuovo Messico, 7 giugno 2016 |
| Candidato                                              | Voti                                                   | Percentuale preferenze                                 | Delegati nazionali                                     | Delegati nazionali                                     | Delegati nazionali                                     |
| Candidato                                              | Voti                                                   | Percentuale preferenze                                 | vincolati                                              | superdelegati                                          | totali                                                 |
| ------------------------------------------------------ | ------------------------------------------------------ | ------------------------------------------------------ | ------------------------------------------------------ | ------------------------------------------------------ | ------------------------------------------------------ |
| Hillary Clinton                                        | 111 334                                                | 51,53%                                                 | 18                                                     | 9                                                      | 27                                                     |
| Bernie Sanders                                         | 104 741                                                | 48,47%                                                 | 16                                                     | 0                                                      | 16                                                     |
| Non assegnati o svincolati                             | Non assegnati o svincolati                             | Non assegnati o svincolati                             | 0                                                      | 1                                                      | 1                                                      |
| Totale                                                 | 214 581                                                | 100,00%                                                | 34                                                     | 9                                                      | 43                                                     |

Primarie del Distretto di Columbia
     Clinton
| Primarie democratiche del Distretto di Columbia, 14 giugno 2016 | Primarie democratiche del Distretto di Columbia, 14 giugno 2016 | Primarie democratiche del Distretto di Columbia, 14 giugno 2016 | Primarie democratiche del Distretto di Columbia, 14 giugno 2016 | Primarie democratiche del Distretto di Columbia, 14 giugno 2016 | Primarie democratiche del Distretto di Columbia, 14 giugno 2016 |
| Candidato                                                       | Voti                                                            | Percentuale preferenze                                          | Delegati nazionali                                              | Delegati nazionali                                              | Delegati nazionali                                              |
| Candidato                                                       | Voti                                                            | Percentuale preferenze                                          | vincolati                                                       | superdelegati                                                   | totali                                                          |
| --------------------------------------------------------------- | --------------------------------------------------------------- | --------------------------------------------------------------- | --------------------------------------------------------------- | --------------------------------------------------------------- | --------------------------------------------------------------- |
| Hillary Clinton                                                 | 76 704                                                          | 77,95%                                                          | 16                                                              | 23                                                              | 39                                                              |
| Bernie Sanders                                                  | 20 361                                                          | 21,10%                                                          | 4                                                               | 2                                                               | 6                                                               |
| Rocky De La Fuente                                              | 213                                                             | 0,22%                                                           | 0                                                               | 0                                                               | 0                                                               |
| Non assegnati o svincolati                                      | Non assegnati o svincolati                                      | Non assegnati o svincolati                                      | 0                                                               | 1                                                               | 1                                                               |
| Totale                                                          | 98 398                                                          | 100,00%                                                         | 20                                                              | 25                                                              | 45                                                              |

## Convention nazionale
La convention nazionale in cui i delegati hanno eletto ufficialmente il candidato alla Presidenza e il candidato vicepresidente si è tenuta dal 25 al 28 luglio 2016 al Wells Fargo Center di Filadelfia, con alcuni eventi correlati ospitati dal Pennsylvania Convention Center.
Come già avvenuto nelle recenti passate convention, Sanders ha evitato un'elezione formale in cui si sarebbe contato il numero effettivo di delegati che appoggiavano i candidati, proponendo, andando contro anche i suoi più fedeli sostenitori, una mozione che ha visto eleggere Hillary Clinton in una sorta di acclamazione dell'assemblea.
La Clinton intanto aveva scelto Tim Kaine come candidato vicepresidente.